# Національний перелік основних лікарських засобів

Національний перелік основних лікарських засобів. Обкладинка електроного видання. 2017 рік

Національний перелік основних лікарських засобів — перелік лікарських засобів з доведеною ефективністю, необхідні для забезпечення першочергових потреб медичної допомоги населенню в закладах охорони здоров'я для лікування за рахунок коштів державного та місцевих бюджетів. Український Національний перелік розроблено на основі Орієнтовного переліку основних лікарських засобів, розробленого Всесвітньою організацією охорони здоров'я.

## Державні закупівлі
Заклади охорони здоров'я державної та комунальної форми власності, що частково або повністю фінансуються з державного та місцевих бюджетів (у тому числі мають укладені договори про медичне обслуговування населення за програмою медичних гарантій), а також місцеві державні адміністрації (військові адміністрації) та їх структурні підрозділи здійснюють закупівлі лікарських засобів, що в установленому законом порядку зареєстровані в Україні та включені до Національного переліку основних лікарських засобів, затвердженого відповідною постановою.
За умови задоволення повного обсягу потреби у лікарських засобах, включених до Національного переліку основних лікарських засобів, що підтверджується відповідними розрахунками, заклади охорони здоров'я можуть здійснювати закупівлі лікарських засобів, що в установленому законом порядку зареєстровані в Україні та не включені до зазначеного Національного переліку, якщо їх діючі речовини (або їх комбінації) включені до стандартів медичної допомоги або клінічних протоколів, затверджених Міністерством охорони здоров'я.
Вимоги не поширюються на закупівлю: лікарських засобів, що виготовляються в аптеках; лікарських засобів, що підлягають закупівлі відповідно до угод, що укладаються Міністерством охорони здоров'я із спеціалізованими організаціями, які здійснюють закупівлі; лікарських засобів, що підлягають закупівлі державним підприємством «Медичні закупівлі України» як одержувачем бюджетних коштів для виконання програм та здійснення централізованих заходів з охорони здоров'я; лікарських засобів, що підлягають закупівлі місцевими державними адміністраціями (військовими адміністраціями) та їх структурними підрозділами для виконання заходів регіональних цільових програм, затверджених в установленому порядку, та щодо яких проведено державну оцінку медичних технологій, що включала первинну та фахову експертизи, беручи до уваги рекомендації, зазначені у висновку уповноваженого органу з державної оцінки медичних технологій; лікарських засобів, що підлягають закупівлі відповідно до договорів керованого доступу; вакцин проти гострої респіраторної хвороби COVID-19, спричиненої коронавірусом SARS-CoV-2, дозволених до застосування в Україні.

## Включення (виключення) лікарського засобу до Національного переліку
Лікарські засоби включаються до Національного переліку та/або Переліку за міжнародними непатентованими назвами (за наявності) із зазначенням форми випуску, дозування та інших даних (за необхідності). Критеріями щодо включення (виключення) лікарського засобу до (з) Національного пеерліку:
- результати порівняльної клінічної ефективності (результативність);
- безпечність;
- ефективність витрат на заявлений лікарський засіб і аналіз впливу таких витрат на показники бюджету відповідно до рекомендованої шкали граничних значень інкрементального показника ефективності витрат та шкали їх впливу на державний бюджет;
- якість доказових даних;
- організаційні критерії;
- епідеміологічні показники щодо окремого захворювання: поширеності, захворюваності та смертності в Україні.

Лікарські засоби включаються до Національного переліку без проведення державної оцінки медичних технологій у разі доповнення Національного переліку лікарськими засобами, які включені до діючого Базового переліку основних лікарських засобів, рекомендованого ВООЗ (WHO Model List of Essential Medicines) та такі лікарські засоби з аналогічною міжнародною непатентованою назвою (діючою речовиною) і формою випуску зареєстровані в Україні та виробляються згідно даних Державного реєстру лікарських засобів, чотирма або більше різними виробниками.

## Зміни до Національного переліку
Постановою Кабінету Міністрів України від 14 квітня 2021 р. № 342, Національний перелік основних лікарських засобів доповнений такими лікарськими засобами як Метокси поліетилен гліколь-епоетину бета (Methoxy polyethylene glycol-epoetin); Фондапаринукс (Fondaparinux); Норепінефрин (норадреналін) (Norepinephrine); Альтеплаза (Alteplase); Холекальциферол (Colecalciferol); Ергокальциферол (Ergocalciferol); Амінокислоти (Amino acids); Жирові емульсії (Fat emulsions).
Постановою Кабінету Міністрів України від 29 липня 2022 р. № 848, Національний перелік основних лікарських засобів доповнений такими лікарськими засобами як Дабігатрану етексилат (Dabigatran etexilate); Апіксабан (Apixaban); Альбумін (Albumin); Збалансований кристалоїдний розчин: натрію хлорид + калію хлорид + кальцію хлорид дигідрат + магнію хлорид гексагідрат + натрію ацетат тригідрат + L-яблучна кислота; Розчин для парентерального харчування, що включає розчин амінокислот, ліпідну емульсію та розчин глюкози: L-аланін; L-аргінін; L-аспарагінова кислота; L-цистеїн; L-глутамінова кислота; гліцин; L-гістидин; L-ізолейцин; L-лейцин; L-лізин моногідрат (що еквівалентно лізину); L-метіонін; L-орнітин гідрохлорид (що еквівалентно орнітину); L-фенілаланін; L-пролін; L-серин; таурин; L-треонін; L-триптофан; L-тирозин; L-валін; калію ацетат; кальцію хлорид, дигідрат; магнію ацетат, тетрагідрат; натрію гліцерофосфат, гідрат; глюкоза, моногідрат (що еквівалентно глюкозі безводній); олія оливкова рафінована та олія соєва рафінована (L-alanine; L-arginine; L-aspartic acid; L-cysteine; L-glutamic acid; glycine; L-histidine; L-isoleucine; L-leucine; L-lysine monohydrate (equivalent to lysine); L-methionine; L-ornithine hydrochloride (equivalent to ornithine); L-phenylalanine; L-proline; L-serine; taurine; L-threonine; L-tryptophan; L-tyrosine; L-valine; potassium acetate; calcium chloride dihydrate; magnesium acetate, tetrahydrate; sodium glycerophosphate hydrated; glucose monohydrate (equivalent to glucose anhydrous); refined olive oil; refined soya bean oil).
Постановою Кабінету Міністрів України від 6 січня 2023 р. № 18, Національний перелік основних лікарських засобів доповнений такими лікарськими засобами як Летрозол (Letrozole)/Екземестан (Exemestane)/Анастрозол (Anastrozole)/Фулвестрант (Fulvestrant); Сунітініб (Sunitinib); Пеметрексед (Pemetrexed); Гефітиніб (Gefitinib); Леналідомід (Lenalidomide); Азацитидин (Azacitidine); Абіратерон (Abiraterone); Еверолімус (Everolimus); Дазатиніб (Dasatinib); Дарбепоетин альфа (Darbepoetin alfa); Дапагліфлозин (Dapagliflozin).
Постановою Кабінету Міністрів України від 25 серпня 2023 р. № 907, Національний перелік основних лікарських засобів доповнений такими лікарськими засобами як Валганцикловір (Valganciclovir); Дапагліфлозин (Dapagliflozin).
Постановою Кабінету Міністрів України від 21 червня 2024 р. № 733, Національний перелік основних лікарських засобів доповнений такими лікарськими засобами як Цетиризин (Cetirizine); Фексофенадин (Fexofenadine); Леветирацетам (Levetiracetam); Цефуроксим (Cefuroxime); Мікафунгін (Micafungin); Валацикловір (Valaciclovir); Долутегравір (Dolutegravir); Софосбувір + Велпатасвір (Sofosbuvir + Velpatasvir); Ледіпасвір + Софосбувір (Ledipasvir + Sofosbuvir); Суматриптан (Sumatriptan); Ерлотиніб (Erlotinib); Трастузумаб (Trastuzumab); Пегфілграстим (Pegfilgrastim); Індапамід (Indapamide); Лізиноприл + Гідрохлортіазид (Lisinopril + Hydrochlorothiazide); Телмісартан + Амлодипін (Telmisartan + Amlodipine); Телмісартан + Гідрохлортіазид (Telmisartan + Hydrochlorothiazide); Торасемід (Torasemide); Йод (Іodine); Каберголін (Cabergoline); Вакцина проти грипу (сезонна) (Influenza vaccine (seasonal)"; Оланзапін (Olanzapine); Арипіпразол (Aripiprazole); Кветіапін (Quetiapine); Есциталопрам (Escitalopram); Пароксетин (Paroxetine); Сертралін (Sertraline).
Постановою Кабінету Міністрів України від 12 листопада 2024 р. № 1296, Національний перелік основних лікарських засобів доповнений такими лікарськими засобами як Ривароксабан (Rivaroxaban); Фібриноген людини (Fibrinogen, human); Формотерол + Беклометазон (Formoterol and Beclometasone); Дапагліфлозин (Dapagliflozin).

## Лікарські засоби включені до Національного переліку станом на 2024 рік

### I. Анестетики
| Клас, група, підгрупа, міжнародна непатентована назва (МНН) українською та англійською мовами | Форма випуску, доза лікарського засобу |
| Інгаляційні лікарські засоби                                                                  | Інгаляційні лікарські засоби           |
| --------------------------------------------------------------------------------------------- | -------------------------------------- |
| Галотан (Halothane)                                                                           | рідина для інгаляцій                   |
| Ізофлуран (Isoflurane)                                                                        | рідина для інгаляцій                   |
| Азоту закис (Nitrous oxide)                                                                   | газ                                    |
| Кисень (Oxygen)                                                                               | газ                                    |
| Севофлуран (Sevoflurane)                                                                      | рідина для інгаляцій                   |
| Ін'єкційні лікарські засоби                                                                   |                                        |
| Кетамін (Ketamine)                                                                            | ін'єкції: 50 мг/мл по 2 мл; по 10 мл   |
| Пропофол (Propofol)                                                                           | ін'єкції: 10 мг/мл; 20 мг/мл           |
| Тіопентал (Thiopental) (може бути використаний як альтернатива пропофолу)                     | ін'єкції: 0,5 г; 1 г                   |

| Клас, група, підгрупа, міжнародна непатентована назва (МНН) українською та англійською мовами | Форма випуску, доза лікарського засобу |
| --------------------------------------------------------------------------------------------- | --- |
| Бупівакаїн (Bupivacaine)                                                                      | ін'єкції: 5 мг/мл по 4 мл; по 5 мл; по 10 мл; по 20 мл ін'єкції: 2,5 мг/мл по 20 мл; по 200 мл розчин для спінальної анестезії: 0,5 % (гідрохлорид) по 4 мл в ампулах |
| Лідокаїн (Lidocaine)                                                                          | ін'єкції: 1 %; 2 % (гідрохлорид) розчин для спінальної анестезії: 5 % (гідрохлорид) по 2 мл в ампулах                                                                 |
| Лідокаїн + Епінефрин (Адреналін) (Lidocaine + Epinephrine (Adrenaline)                        | стоматологічний картридж (ампула): 2 % (гідрохлорид) + епінефрин 1:80000 ін'єкції: 1 %; 2 % (гідрохлорид або сульфат) + епінефрин (адреналін) 1:200000 у флаконі      |
| Додатковий перелік                                                                            | |
| Ефедрин (Ephedrine)                                                                           | ін'єкції: 30 мг (гідрохлорид)/мл по 1 мл в ампулах |

| Клас, група, підгрупа, міжнародна непатентована назва (МНН) українською та англійською мовами | Форма випуску, доза лікарського засобу                                                           |
| --------------------------------------------------------------------------------------------- | ------------------------------------------------------------------------------------------------ |
| Атропін (Atropine)                                                                            | ін'єкції: 1 мг (сульфат) по 1 мл в ампулах                                                       |
| Мідазолам (Midazolam)                                                                         | ін'єкції: 1 мг/мл; 5 мг/мл розчин для перорального застосування: 2 мг/мл таблетки: 7,5 мг; 15 мг |
| Діазепам (Diazepam) (може бути використаний як альтернатива мідазоламу)                       | ін'єкції: 5 мг/мл таблетки: 5 мг; 10 мг                                                          |
| Морфін (Morphine)                                                                             | ін'єкції: 10 мг/мл; 20 мг/мл (сульфат або гідрохлорид) в ампулах                                 |

### II. Лікарські засоби для лікування болю та надання паліативної допомоги
| Клас, група, підгрупа, міжнародна непатентована назва (МНН) українською та англійською мовами | Форма випуску, доза лікарського засобу |
| --------------------------------------------------------------------------------------------- | --- |
| Кислота ацетилсаліцилова (Acetylsalicylic acid)                                               | супозиторії: 50 мг — 150 мг таблетки: 100 мг — 500 мг порошок для розчину для ін'єкцій: 1 г таблетки кишковорозчинні: 75 мг — 300 мг |
| Ібупрофен (Ibuprofen)                                                                         | розчин або суспензія для перорального застосування: 200 мг/5 мл розчин для інфузій: 4 мг/мл по 100 мл тверда пероральна лікарська форма: 200 мг; 400 мг; 600 мг таблетки пролонгованої дії, вкриті плівковою оболонкою: 800 мг капсули пролонгованої дії: 300 мг капсули жувальні м'які: 100 мг суспензія оральна: 100 мг/5 мл; 200 мг/10 мл гранули шипучі: 600 мг |
| Парацетамол (Paracetamol)                                                                     | розчин для перорального застосування: 30 мг/мл; 120 мг/5 мл; 125 мг/5 мл супозиторії: 80 мг; 100 мг; 150 мг тверда пероральна лікарська форма: 100 мг — 500 мг розчин для інфузій: 10 мг/мл |

| Клас, група, підгрупа, міжнародна непатентована назва (МНН) українською та англійською мовами | Форма випуску, доза лікарського засобу |
| --------------------------------------------------------------------------------------------- | --- |
| Кодеїн (Codeine)                                                                              | таблетки: 30 мг (фосфат) |
| Морфін (Morphine)                                                                             | гранули (з повільним вивільненням): 20 мг — 200 мг (у вигляді морфіну сульфату) ін'єкції: 10 мг/мл; 20 мг/мл (у вигляді морфіну гідрохлориду або морфіну сульфату) в ампулах розчин для перорального застосування: 10 мг (у вигляді морфіну гідрохлориду або морфіну сульфату)/5 мл таблетки (пролонгованого вивільнення): 10 мг — 200 мг (у вигляді морфіну гідрохлориду або морфіну сульфату) таблетки: 5 мг; 10 мг (у вигляді морфіну гідрохлориду або морфіну сульфату) |
| Гідроморфон (Hydromorphone) (може бути використаний як альтернатива морфіну)                  | |
| Оксикодон (Oxycodone) (може бути використаний як альтернатива морфіну)                        | таблетки: 10 мг; 20 мг; 40 мг; 80 мг ін'єкції: 10 мг/мл; 50 мг/мл таблетки, вкриті плівковою облонкою, пролонгованої дії: 10 мг; 20 мг; 40 мг; 80 мг |
| Фентаніл (Fentanyl)                                                                           | трансдермальний пластир: 12 мкг/год; 25 мкг/год; 50 мкг/год; 75 мкг/год; 100 мкг/год розчин для ін'єкцій: 0,05 мг/мл по 2 мл в ампулах |
| Додатковий перелік                                                                            | |
| Метадон (Methadone)                                                                           | таблетки: 5 мг; 10 мг концентрат для приготування розчину для перорального застосування: 5 мг/мл; 10 мг/мл (гідрохлорид) розчин для перорального застосування: 5 мг/мл; 10 мг/мл; 5 мг/5 мл; 10 мг/5 мл (гідрохлорид); 1 мг/мл |

| Клас, група, підгрупа, міжнародна непатентована назва (МНН) українською та англійською мовами | Форма випуску, доза лікарського засобу |
| --------------------------------------------------------------------------------------------- | --- |
| Амітриптилін (Amitriptyline)                                                                  | таблетки: 10 мг; 25 мг; 75 мг ін'єкції: 10 мг/мл |
| Циклізин (Cyclizine)                                                                          | ін'єкції: 50 мг/мл таблетки: 50 мг |
| Дексаметазон (Dexamethasone)                                                                  | ін'єкції: 4 мг/мл по 1 мл в ампулах (у вигляді динатрієвої фосфатної солі) розчин для перорального застосування: 2 мг/5 мл таблетки: 0,5 мг — 2 мг; 4 мг; 8 мг             |
| Діазепам (Diazepam)                                                                           | ін'єкції: 5 мг/мл розчин для перорального застосування: 2 мг/5 мл розчин ректальний: 2,5 мг; 5 мг; 10 мг таблетки: 5 мг; 10 мг                                             |
| Докузат натрію (Docusate sodium)                                                              | тверда пероральна лікарська форма: 50 мг; 100 мг розчин для перорального застосування: 50 мг/5 мл                                                                          |
| Флуоксетин (Fluoxetine)                                                                       | тверда пероральна лікарська форма: 20 мг (у вигляді гідрохлориду) |
| Галоперидол (Haloperidol)                                                                     | ін'єкції: 5 мг/мл; 50 мг/мл в ампулах розчин для перорального застосування: 2 мг/мл тверда пероральна лікарська форма: 0,5 мг; 2 мг; 5 мг                                  |
| Гіосцину бутилбромід (Hyoscine butylbromide)                                                  | ін'єкції: 20 мг/мл таблетки: 10 мг |
| Лактулоза (Lactulose)                                                                         | розчин/сироп для перорального застосування: 3,1-3,7 г/5 мл |
| Лоперамід (Loperamide)                                                                        | тверда пероральна лікарська форма: 2 мг |
| Метоклопрамід (Metoclopramide)                                                                | ін'єкції: 5 мг (гідрохлорид)/мл по 2 мл в ампулах розчин для перорального застосування: 5 мг/5 мл тверда пероральна лікарська форма: 10 мг (гідрохлорид)                   |
| Мідазолам (Midazolam)                                                                         | ін'єкції: 1 мг/мл; 5 мг/мл розчин для перорального застосування: 2 мг/мл тверда пероральна лікарська форма: 7,5 мг; 15 мг                                                  |
| Ондансетрон (Ondansetron)                                                                     | ін'єкції: 2 мг/мл по 2 мл; по 4 мл в ампулах (у вигляді гідрохлориду) розчин для перорального застосування: 4 мг основи/5 мл тверда пероральна лікарська форма: 4 мг; 8 мг |
| Сена (Senna)                                                                                  | рідина для перорального застосування: 7,5 мг/5 мл таблетки: 13,5 мг; 70 мг; 140 мг                                                                                         |

### III. Протиалергічні лікарські засоби та лікарські засоби, що використовуються при анафілаксії
| Клас, група, підгрупа, міжнародна непатентована назва (МНН) українською та англійською мовами | Форма випуску, доза лікарського засобу |
| --------------------------------------------------------------------------------------------- | --- |
| Дексаметазон (Dexamethasone)                                                                  | ін'єкції: 4 мг/мл по 1 мл; по 2 мл в ампулах (у вигляді солі динатрію фосфату)                                                                                                 |
| Епінефрин/Адреналін (Epinephrine/Adrenaline)                                                  | ін'єкції: 1 мг (у вигляді гідрохлориду та гідротартрату) по 1 мл в ампулах, що відповідає 1,82 мг адреналіну тартрату в 1 мл; 0,5 мг/мл; 1 мг/мл у попередньо наповненій ручці |
| Гідрокортизон (Hydrocortisone)                                                                | порошок для приготування розчину для ін'єкцій: 100 мг (у вигляді натрію сукцинату) у флаконі суспензія для ін'єкцій: 25 мг/мл по 2 мл в ампулах таблетки: 5 мг; 10 мг; 20 мг   |
| Лоратадин (Loratadine)*                                                                       | розчин або сироп для перорального застосування: 1 мг/мл; 5 мг/мл таблетки: 10 мг                                                                                               |
| Преднізолон (Prednisolone)                                                                    | таблетки: 5 мг; 25 мг розчин для перорального застосування: 5 мг/мл розчин для ін'єкцій: 30 мг/мл по 1 мл; по 2 мл                                                             |
| Цетиризин (Cetirizine) (може бути використаний як альтернатива лоратадину)                    | таблетки: 10 мг |
| Фексофенадин (Fexofenadine) (може бути використаний як альтернатива лоратадину)               | таблетки: 120 мг; 180 мг |

### IV. Антидоти та інші речовини, що використовуються при отруєннях
| Клас, група, підгрупа, міжнародна непатентована назва (МНН) українською та англійською мовами | Форма випуску, доза лікарського засобу                 |
| --------------------------------------------------------------------------------------------- | ------------------------------------------------------ |
| Вугілля активоване (Activated charcoal)                                                       | порошок: 5 г тверда пероральна лікарська форма: 0,25 г |

| Клас, група, підгрупа, міжнародна непатентована назва (МНН) українською та англійською мовами      | Форма випуску, доза лікарського засобу |
| -------------------------------------------------------------------------------------------------- | --- |
| Ацетилцистеїн (Acetylcysteine)                                                                     | ін'єкції: 100 мг/мл по 3 мл; 200 мг/мл по 10 мл в ампулах розчин для перорального застосування: 10 % [д]; 20 % [д] розчин оральний: 20 мг/мл |
| Атропін (Atropine)                                                                                 | ін'єкції: 1 мг (сульфат) по 1 мл в ампулах                                                                                                   |
| Кальцію глюконат (Calcium gluconate)                                                               | ін'єкції: 100 мг/мл по 5 мл; по 10 мл в ампулах                                                                                              |
| Метилтіонінію хлорид/Метиленовий синій (Methylthioninium chloride/Methylene blue)                  | ін'єкції: 10 мг/мл по 10 мл в ампулах |
| Налоксон (Naloxone)                                                                                | ін'єкції: 400 мкг (гідрохлорид) по 1 мл в ампулах                                                                                            |
| Пеніциламін (Penicillamine)                                                                        | тверда пероральна лікарська форма: 250 мг |
| Калій-заліза гексаціаноферрат (II) (Potassium ferric hexacyano-ferrate (II) — 2H20 (Prussian blue) | порошок для перорального застосування |
| Натрію нітрит (Sodium nitrite)                                                                     | ін'єкції: 30 мг/мл по 10 мл в ампулах |
| Натрію тіосульфат (Sodium thiosulfate)                                                             | ін'єкції: 250 мг/мл по 50 мл; 300 мг/мл по 5 мл; по 10 мл в ампулах                                                                          |
| Додатковий перелік                                                                                 | |
| Дефероксамін (Deferoxamine)                                                                        | порошок для приготування розчину для ін'єкцій: 500 мг (мезілат) у флаконі                                                                    |
| Димеркапрол (Dimercaprol)                                                                          | розчин для ін'єкцій олійний: 50 мг/мл по 2 мл в ампулах                                                                                      |
| Натрію, Кальцію едетат (Sodium, Calcium edetate)                                                   | ін'єкції: 200 мг/мл по 5 мл в ампулах |
| Фомепізол (Fomepizole)                                                                             | ін'єкції: 5 мг/мл (сульфат) по 20 мл в ампулах або 1 г/мл (основа) по 1,5 мл в ампулах                                                       |
| Сукцимер (Succimer)                                                                                | тверда пероральна лікарська форма: 100 мг |

### V. Протисудомні/протиепілептичні засоби
| Клас, група, підгрупа, міжнародна непатентована назва (МНН) українською та англійською мовами | Форма випуску, доза лікарського засобу |
| --------------------------------------------------------------------------------------------- | --- |
| Карбамазепін (Carbamazepine)                                                                  | суспензія для перорального застосування: 100 мг/5 мл таблетки (жувальні, з поділкою): 100 мг; 200 мг таблетки: 400 мг таблетки пролонгованої дії: 200 мг; 300 мг; 400 мг; 600 мг |
| Діазепам (Diazepam)                                                                           | гель або ректальний розчин: 5 мг/мл у тубах по 0,5 мл; по 2 мл; по 4 мл розчин для ін'єкцій: 5 мг/мл по 2 мл таблетки: 5 мг; 10 мг |
| Лоразепам (Lorazepam)                                                                         | парентеральні форми: 2 мг/мл по 1 мл в ампулах; 4 мг/мл по 1 мл в ампулах таблетки: 1 мг; 2,5 мг |
| Магнію сульфат (Magnesium sulfate)*                                                           | ін'єкції: 0,5 г/мл по 2 мл в ампулах (еквівалентно 1 г в 2 мл; 50 % вага/об'єм); 0,5 г/мл по 10 мл в ампулах (еквівалентно 5 г в 10 мл; 50 % вага/об'єм); 250 мг/мл по 5 мл; по 10 мл |
| Мідазолам (Midazolam)                                                                         | розчин оромукозний: 5 мг/мл; 10 мг/мл ін'єкції: 1 мг/мл; 5 мг/мл; 10 мг/мл |
| Фенобарбітал (Phenobarbital)                                                                  | ін'єкції: 200 мг/мл (натрій) розчин для перорального застосування: 15 мг/5 мл таблетки: 5 мг — 100 мг |
| Фенітоїн (Phenytoin)                                                                          | ін'єкції: 50 мг/мл по 5 мл у флаконах (натрієва сіль) розчин для перорального застосування: 25 мг — 30 мг/5 мл тверда пероральна лікарська форма: 25 мг; 50 мг; 100 мг (натрієва сіль) таблетки: 117 мг таблетки (жувальні): 50 мг                                                                |
| Вальпроєва кислота/Вальпроат натрію (Valproic acid/Sodium valproate)                          | розчин/сироп для перорального застосування: 57,64 мг/мл по 150 мл; 50 мг/мл по 100 мл; 200 мг/5 мл по 100 мл; по 200 мл таблетки (подрібнювані): 100 мг таблетки, вкриті оболонкою, кишковорозчинні: 200 мг; 300 мг; 500 мг (вальпроат натрію) таблетки пролонгованої дії: 250 мг; 300 мг; 500 мг |
| Ламотриджин (Lamotrigine)                                                                     | таблетки: 25 мг; 50 мг; 100 мг; 150 мг; 200 мг таблетки (жувальні, що диспергуються): 2 мг; 5 мг; 25 мг; 50 мг; 100 мг; 200 мг таблетки пролонгованої дії: 25 мг; 50 мг; 100 мг; 200 мг |
| Леветирацетам (Levetiracetam)                                                                 | таблетки: 250 мг, 500 мг, 1000 мг |
| Додатковий перелік                                                                            | |
| Етосуксимід (Ethosuximide)                                                                    | капсули: 250 мг розчин для перорального застосування: 250 мг/5 мл |
| Вальпроєва кислота/Вальпроат натрію (Valproic acid/Sodium valproate)                          | ін'єкції: 100 мг/мл по 4 мл;по 5 мл; по10 мл ліофілізат для розчину для ін'єкцій: по 400 мг |

### VI. Протиінфекційні лікарські засоби
| Клас, група, підгрупа, міжнародна непатентована назва (МНН) українською та англійською мовами | Форма випуску, доза лікарського засобу                                                                                           |
| Кишкові антигельмінтні лікарські засоби                                                       | Кишкові антигельмінтні лікарські засоби                                                                                          |
| --------------------------------------------------------------------------------------------- | --- |
| Альбендазол (Albendazole)                                                                     | таблетки: 400 мг суспензія оральна: 200 мг/5 мл; 400 мг/10 мл                                                                    |
| Левамізол (Levamizole)                                                                        | таблетки: 50 мг; 150 мг (у вигляді гідрохлориду)                                                                                 |
| Мебендазол (Mebendazole)                                                                      | таблетки: 100 мг; 500 мг |
| Ніклозамід (Niclosamide)                                                                      | таблетки (жувальні): 500 мг |
| Празиквантел (Praziquantel)                                                                   | таблетки: 150 мг; 600 мг |
| Пірантел (Pyrantel)                                                                           | розчин/суспензія пероральна: 50 мг (у вигляді ембонату або памоату)/мл таблетки: 125 мг; 250 мг (у вигляді ембонату або памоату) |
| Лікарські засоби для лікування філяріозу                                                      | |
| Альбендазол (Albendazole)                                                                     | таблетки: 400 мг суспензія оральна: 200 мг/5 мл; 400 мг/10 мл                                                                    |
| Диетилкарбамазин (Diethylcarbamazine)                                                         | таблетки: 50 мг; 100 мг (дигідрогену цитрат)                                                                                     |
| Івермектин (Ivermectin)                                                                       | таблетки (з поділкою): 3 мг |
| Антишистосомічні та інші антитрематодні лікарські засоби                                      | |
| Празиквантел (Praziquantel)                                                                   | таблетки: 600 мг |
| Триклабендазол (Triclabendazole)                                                              | таблетки: 250 мг |
| Додатковий перелік                                                                            | |
| Оксамніхін (Oxamniquine)                                                                      | капсули: 250 мг розчин пероральний: 250 мг/5 мл                                                                                  |

| Клас, група, підгрупа, міжнародна непатентована назва (МНН) українською та англійською мовами | Форма випуску, доза лікарського засобу |
| Бета-лактамні антибіотики                                                                     | Бета-лактамні антибіотики |
| --------------------------------------------------------------------------------------------- | --- |
| Амоксицилін (Amoxicillin)                                                                     | тверда пероральна лікарська форма: 125 мг; 250 мг; 500 мг; 1000 мг (у вигляді тригідрату) порошок для приготування розчину/суспензії для перорального застосування (у вигляді тригідрату): 125 мг/5 мл; 250 мг/ 5 мл; 500 мг/5мл |
| Амоксицилін + Клавуланова кислота (Amoxicillin + Clavulanic acid)                             | розчин для перорального застосування: 125 мг амоксициліну + 31,25 мг клавуланової кислоти/ 5 мл порошок для оральної суспензії: 250 мг амоксициліну + 62,5 мг клавуланової кислоти/5 мл; 125 мг + 31,25 мг/5 мл; 200 мг + 28,5 мг/5 мл; 400 мг + 57 мг/5 мл; 600 мг + 42,9 мг/5 мл таблетки: 125 мг/31,25 мг; 250 мг/62,5 мг; 500 мг/125 мг; 875 мг/125 мг порошок для ін'єкцій: 500 мг + 100 мг; 1000 мг + 200 мг |
| Ампіцилін (Ampicillin)                                                                        | порошок для приготування розчину для ін'єкцій: 500 мг; 1 г (у вигляді натрієвої солі) таблетки: 250 мг |
| Бензатину бензилпеніцилін (Benzathine benzylpenicillin)                                       | порошок для приготування суспензії для ін'єкцій: 900 мг бензилпеніциліну (= 1,2 млн. МО) по 5 мл у флаконі; 1,44 г бензилпеніциліну (= 2,4 млн. МО) по 5 мл у флаконі |
| Бензилпеніцилін (Benzylpenicillin)                                                            | порошок для приготування розчину для ін'єкцій: 500 тис. МО (у вигляді натрієвої або калієвої солі); 600 мг (= 1 млн. МО) (у вигляді натрієвої або калієвої солі); 3 г (= 5 млн. МО) (у вигляді натрієвої або калієвої солі) |
| Цефалексин (Cefalexin)                                                                        | порошок/гранули для приготування суспензії для перорального застосування: 250 мг/5 мл (безводний); 125 мг/5 мл капсули: 250 мг (у вигляді моногідрату); 500 мг |
| Цефазолін (Cefazolin)                                                                         | порошок для приготування розчину для ін'єкцій: 0,5 г; 1 г (у вигляді натрієвої солі) у флаконі |
| Цефіксим (Cefixime)                                                                           | тверда пероральна лікарська форма: 200 мг; 400 мг (у вигляді тригідрату) гранули для оральної суспензії: 100 мг/5 мл порошок для оральної суспензії: 100 мг/5 мл |
| Цефтріаксон (Ceftriaxone)                                                                     | порошок для приготування розчину для ін'єкцій або інфузій: 250 мг; 500 мг; 1 г; 2 г (у вигляді натрієвої солі) у флаконі |
| Клоксацилін (Cloxacillin)                                                                     | капсули: 500 мг; 1 г (у вигляді натрієвої солі) порошок для приготування розчину для ін'єкцій: 500 мг (у вигляді натрієвої солі) у флаконі порошок для приготування розчину для перорального застосування: 125 мг (у вигляді натрієвої солі)/5 мл |
| Феноксиметилпеніцилін (Phenoxymethylpenicillin)                                               | порошок для приготування розчину для перорального застосування: 250 мг (у вигляді калієвої солі)/5 мл таблетки: 250 мг (у вигляді калієвої солі) |
| Прокаїну бензилпеніцилін (Procaine benzylpenicillin)                                          | порошок для приготування розчину для ін'єкцій: 1 г (= 1 млн. МО); 3 г (= 3 млн. МО) у флаконі |
| Піперацилін + Тазобактам (Piperacillin and enzyme inhibitor)                                  | порошок для ін'єкцій: 2 г (у вигляді натрієвої солі) + 250 мг (у вигляді натрієвої солі); 4 г (у вигляді натрієвої солі) + 500 мг (у вигляді натрієвої солі) |
| Цефуроксим (Cefuroxime)                                                                       | порошок для розчину для ін'єкцій: 250 мг; 750 мг; 1500 мг у флаконі |
| Додатковий перелік                                                                            | |
| Цефотаксим (Cefotaxime)                                                                       | порошок для приготування розчину для ін'єкцій: 250 мг; 500 мг; 1 000 мг (у вигляді натрієвої солі) у флаконі |
| Цефтазидим (Ceftazidime)                                                                      | порошок для приготування розчину для ін'єкцій: 250 мг; 500 мг; 1 г; 2 г (у вигляді пентагідрату) у флаконі |
| Іміпенем + Циластатин (lmipenem + Cilastatin)                                                 | порошок для приготування розчину для ін'єкцій: 250 мг (у вигляді моногідрату) + 250 мг (у вигляді натрієвої солі); 500 мг (у вигляді моногідрату) + 500 мг (у вигляді натрієвої солі) у флаконах |
| Меропенем (Meropenem)                                                                         | порошок для ін'єкцій/інфузій: 125 мг; 250 мг; 500 мг; 1 г (у вигляді тригідрату) |
| Даптоміцин (Daptomycin)                                                                       | порошок для концентрату для розчину для інфузій: 350 мг; 500 мг порошок для розчину для інфузій: 350 мг; 500 мг |
| Лінезолід (Linezolid)                                                                         | розчин для інфузій: 2 мг/мл по 300 мл порошок для пероральної рідини: 100 мг/5 мл таблетки: 400 мг; 600 мг |
| Колістин (Colistin)                                                                           | порошок для ін'єкцій: 1 млн. МО; 2 млн. МО (у вигляді колістеметату натрію) |
| Фосфоміцин (Fosfomycin)                                                                       | порошок для розчину для ін'єкцій:1 г; 2 г гранули/порошок для перорального розчину: 3 г |
| Цефепім (Cefepime)                                                                            | порошок для розчину для ін'єкцій: 500 мг; 1 000 мг; 2 000 мг |
| Цефтазидим та авібактам (Ceftazidime and beta-lactamase inhibitor)                            | порошок для концентрату для розчину для інфузій по 2000 мг/500 мг |

| Клас, група, підгрупа, міжнародна непатентована назва (МНН) українською та англійською мовами | Форма випуску, доза лікарського засобу |
| --------------------------------------------------------------------------------------------- | --- |
| Азитроміцин (Azithromycin)                                                                    | тверда пероральна лікарська форма: 125 мг; 250 мг; 500 мг; 600 мг; 1 000 мг порошок для приготування оральної суспензії: 100 мг/5 мл; 200 мг/5 мл розчин для перорального застосування: 200 мг/5 мл ліофілізат для розчину для інфузій: 500 мг                                                                                          |
| Хлорамфенікол (Chloramphenicol)                                                               | тверда пероральна лікарська форма: 250 мг; 500 мг олійна суспензія для ін'єкцій*: 0,5 г (у вигляді натрію сукцинату)/мл по 2 мл в ампулах розчин для перорального застосування: 150 мг (у вигляді пальмітату)/5 мл порошок для приготування розчину для ін'єкцій: 0,5 г; 1 г (у вигляді натрію сукцинату) у флаконі                     |
| Ципрофлоксацин (Ciprofloxacin)                                                                | розчин для перорального застосування: 250 мг/5 мл (безводний) розчин для внутрішньовенних інфузій: 2 мг/мл (у вигляді гіклату) таблетки: 250 мг; 500 мг; 750 мг (у вигляді гідрохлориду) концентрат для розчину для інфузій: 10 мг/мл таблетки пролонгованої дії, вкриті плівковою оболонкою: 500 мг; 1000 мг                           |
| Кларитроміцин (Clarithromycin)                                                                | тверда пероральна лікарська форма: 250 мг; 500 мг таблетки пролонгованої дії, вкриті оболонкою: 500 мг таблетки з модифікованим вивільненням: 500 мг порошок для розчину для інфузій: 500 мг |
| Доксициклін (Doxycycline)                                                                     | розчин для перорального застосування: 25 мг/5 мл; 50 мг/5 мл (безводний) розчин для перорального застосування: 25 мг/5 мл; 50 мг/5 мл(у вигляді хіклату) тверда пероральна лікарська форма: 50 мг; 100 мг |
| Гентаміцин (Gentamicin)                                                                       | ін'єкції: 10 мг (у вигляді сульфату)/мл по 2 мл в ампулах; 40 мг (у вигляді сульфату)/мл по 2 мл в ампулах |
| Еритроміцин (Erythromycin)                                                                    | тверда пероральна лікарська форма: 100 мг; 200 мг; 250 мг порошок для приготування розчину для ін'єкцій: 500 мг (у вигляді лактобіонату) у флаконі порошок для приготування розчину для перорального застосування: 125 мг/5 мл (у вигляді стеарату або естолату чи етилу сукцинату) таблетки, вкриті оболонкою, кишковорозчинні: 100 мг |
| Метронідазол (Metronidazole)                                                                  | ін'єкції/інфузії: 500 мг по 100 мл супозиторії, таблетки вагінальні, песарії: 500 мг; 1 г тверда пероральна лікарська форма: 200 мг — 500 мг розчин для перорального застосування: 200 мг (у вигляді банзоату)/5 мл |
| Нітрофурантоїн (Nitrofurantoin)                                                               | тверда пероральна лікарська форма: 100 мг розчин для перорального застосування: 25 мг/ 5 мл |
| Спектиноміцин (Spectinomycin)                                                                 | порошок для приготування розчину для ін'єкцій: 2 г (у вигляді гідрохлориду) у флаконі |
| Сульфаметоксазол + Триметоприм (Sulfamethoxazole + Trimethoprim)                              | розчин для перорального застосування: 200 мг + 40 мг/5 мл таблетки: 100 мг + 20 мг; 400 мг + 80 мг; 800 мг + 160 мг ін'єкції: 80 мг + 16 мг/мл по 5 мл; по 10 мл в ампулах концентрат для приготування розчину для інфузій: 80 мг + 16 мг/мл                                                                                            |
| Додатковий перелік                                                                            | |
| Кліндаміцин (Clindamycin)                                                                     | капсули: 150 мг; 300 мг ін'єкції: 150 мг (у вигляді фосфату)/мл розчин для перорального застосування: 75 мг/5 мл (пальмітат) |
| Ванкоміцин (Vancomycin)                                                                       | порошок для приготування розчину для ін'єкцій: 250 мг; 500 мг; 1 000 мг (гідрохлорид) у флаконі ліофілізат для приготування розчину для інфузій: 500 мг; 1 000 мг у флаконі |

| Клас, група, підгрупа, міжнародна непатентована назва (МНН) українською та англійською мовами | Форма випуску, доза лікарського засобу |
| --------------------------------------------------------------------------------------------- | --- |
| Клофазимін (Clofazimine)                                                                      | капсули: 50 мг; 100 мг |
| Дапсон (Dapsone)                                                                              | таблетки: 25 мг; 50 мг; 100 мг |
| Рифампіцин (Rifampicin)                                                                       | тверда пероральна лікарська форма: 150 мг; 300 мг порошок для приготування розчину для ін'єкцій: 600 мг порошок ліофілізований для приготування розчину для інфузій: 600 мг |

| Клас, група, підгрупа, міжнародна непатентована назва (МНН) українською та англійською мовами         | Форма випуску, доза лікарського засобу |
| --- | --- |
| Етамбутол (Ethambutol)                                                                                | ін'єкції: 100 мг/мл таблетки: 100 мг — 400 мг (гідрохлорид) розчин для перорального застосування: 25 мг/мл |
| Етамбутол + Ізоніазид (Ethambutol + Isoniazid)                                                        | таблетки: 400 мг + 150 мг |
| Етамбутол + Ізоніазид + Піразинамід + Рифампіцин (Ethambutol + lsoniazid + Pyrazinamide + Rifampicin) | таблетки: 275 мг + 75 мг + 400 мг + 150 мг |
| Етамбутол + Ізоніазид + Рифампіцин (Ethambutol + lsoniazid + Rifampicin)                              | таблетки: 275 мг + 75 мг + 150 мг |
| Ізоніазид (Isoniazid)                                                                                 | ін'єкції: 100 мг/мл по 5 мл в ампулах таблетки: 100 мг — 300 мг розчин/сироп для перорального застосування: 100 мг/5 мл розчин для перорального застосування: 50 мг/5 мл таблетки (з поділкою): 50 мг                          |
| Ізоніазід + Піразинамід + Рифампіцин (Isoniazid + Pyrazinamide + Rifampicin)                          | таблетки: 75 мг + 400 мг + 150 мг; 150 мг + 500 мг + 150 мг (для переривчастого використання тричі на тиждень); 75 мг + 50 мг + 150 мг; 60 мг + 30 мг + 150 мг                                                                 |
| Ізоніазид + Рифампіцин (lsoniazid + Rifampicin)                                                       | таблетки: 75 мг + 150 мг таблетки: 150 мг + 300 мг; 60 мг + 60 мг/150 мг + 150 мг (для переривчастого використання тричі на тиждень); 50 мг + 75 мг; 60 мг + 30 мг                                                             |
| Піразинамід (Pyrazinamide)                                                                            | таблетки: 400 мг; 500 мг розчин для перорального застосування: 30 мг/мл таблетки (дисперговані): 150 мг таблетки (з поділкою): 150 мг                                                                                          |
| Рифабутин (Rifabutin)                                                                                 | капсули: 150 мг |
| Рифампіцин (Rifampicin)                                                                               | тверда пероральна лікарська форма: 150 мг; 300 мг розчин для перорального застосування: 20 мг/мл [д] порошок для приготування розчину для ін'єкцій: 600 мг порошок ліофілізований для приготування розчину для інфузій: 600 мг |
| Рифапентин (Rifapentine)                                                                              | таблетки: 150 мг |
| Стрептоміцин (Streptomycin)                                                                           | порошок для приготування розчину для ін'єкцій: 0,5 г; 1 г (у вигляді сульфату) у флаконах |
| Додатковий перелік                                                                                    | |
| Амікацин (Amikacin)                                                                                   | порошок/ліофілізат для приготування розчину для ін'єкцій: 100 мг; 250 мг; 500 мг; 1 г (у вигляді сульфату) розчин для ін'єкцій: 50 мг/мл по 2 мл; 250 мг/мл по 2 мл; по 4 мл                                                   |
| Капреоміцин (Capreomycin)                                                                             | порошок для приготування розчину для ін'єкцій: 1 г (у вигляді сульфату) |
| Циклосерин (Cycloserine)                                                                              | тверда пероральна лікарська форма: 125 мг; 250 мг |
| Теризидон (Terizidone) (може бути використаний як альтернатива циклосерину)                           | капсули: 250 мг; 300 мг |
| Деламанід (Delamanid)                                                                                 | таблетки: 50 мг |
| Етіонамід (Ethionamide)                                                                               | таблетки: 125 мг; 250 мг |
| Протіонамід (Protionamide) (може бути використаний як альтернатива етіонаміду)                        | таблетки: 250 мг |
| Канаміцин (Kanamycin)                                                                                 | порошок для приготування розчину для ін'єкцій: 1 г (у вигляді сульфату) |
| Левофлоксацин (Levofloxacin)                                                                          | ін'єкції/інфузії: 5 мг/мл таблетки: 100 мг; 250 мг; 500 мг; 750 мг |
| Офлоксацин (Ofloxacin) (може бути використаний як альтернатива левофлоксацину)                        | ін'єкції/інфузії: 2 мг/мл або 200 мг/100 мл таблетки: 200 мг; 400 мг |
| Моксифлоксацин (Moxifloxacin) (може бути використаний як альтернатива левофлоксацину)                 | ін'єкції/інфузії: 400 мг/20 мл; 400 мг/100 мл; 400 мг/250 мл таблетки: 100 мг; 400 мг |
| Лінезолід (Linezolid)                                                                                 | розчин для інфузій: 2 мг/мл по 300 мл у пляшках таблетки: 400 мг; 600 мг порошок для приготування розчину для перорального застосування: 100 мг/5 мл                                                                           |
| Натрію аміносаліцилат (Sodium aminosalicylate)                                                        | ін'єкції: 30 мг/мл гранули: 4 г у пакетах гранули кишковорозчинні: 600 мг/г по 9,2 г гранул в саше; 800 мг/г по 100 г гранул у пакетах порошок для орального розчину: по 5,52 г в саше таблетки: 500 мг                        |

| Клас, група, підгрупа, міжнародна непатентована назва (МНН) українською та англійською мовами | Форма випуску, доза лікарського засобу |
| --------------------------------------------------------------------------------------------- | --- |
| Амфотерицин B (Amphotericin B)                                                                | ін'єкції/суспензія для інфузій: 10 мг; 50 мг; 100 мг у флаконі (у вигляді натрію деоксихолату або комплексу з ліпосомами)                   |
| Клотримазол (Clotrimazole)                                                                    | вагінальний крем: 1 %; 10 % вагінальні таблетки: 100 мг; 200 мг; 500 мг вагінальний гель: 20 мг/г вагінальні супозиторії: 100 мг; 500 мг    |
| Флуконазол (Fluconazole)                                                                      | тверда пероральна лікарська форма: 50 мг; 100 мг; 150 мг; 200 мг ін'єкції/інфузії: 2 мг/мл розчин для перорального застосування: 50 мг/5 мл |
| Флуцитозин (Flucytosine)                                                                      | розчин для інфузій: 2,5 г/250 мл капсули: 250 мг                                                                                            |
| Гризеофульвін (Griseofulvin)                                                                  | тверда пероральна лікарська форма: 125 мг; 250 мг розчин для перорального застосування: 125 мг/5 мл                                         |
| Ністатин (Nystatin)                                                                           | таблетки: 100 000 МО; 500 000 МО пастилки: 100 000 МО розчин для перорального застосування: 50 мг/5 мл; 100 000 МО/мл песарії: 100 000 МО   |
| Вориконазол (Voriconazole)                                                                    | таблетки: 50 мг; 200 мг порошок для розчину для інфузій: 200 мг порошок для пероральної рідини: 40 мг/мл                                    |
| Ітраконазол (Itraconazole)                                                                    | тверда пероральна лікарська форма: 100 мг розчин оральний: 10 мг/мл                                                                         |
| Додатковий перелік                                                                            | |
| Калію йодид (Potassium iodide)                                                                | насичений розчин |
| Мікафунгін (Micafungin)                                                                       | порошок для приготування розчину для інфузій: 50 мг; 100 мг                                                                                 |

| Клас, група, підгрупа, міжнародна непатентована назва (МНН) українською та англійською мовами | Форма випуску, доза лікарського засобу |
| Протигерпесні лікарські засоби                                                                | Протигерпесні лікарські засоби |
| --------------------------------------------------------------------------------------------- | --- |
| Ацикловір (Aciclovir)                                                                         | порошок для приготування розчину для інфузій: 250 мг; 500 мг (у вигляді натрієвої солі) у флаконі таблетки: 200 мг; 400 мг; 800 мг розчин для перорального застосування: 200 мг/5 мл; 250 мг/5 мл [д] ліофілізат для розчину для інфузій: 500 мг |
| Валацикловір (Valaciclovir) (може бути використаний як альтернатива ацикловіру)               | таблетки: 500 мг |
| Антиретровірусні лікарські засоби                                                             | |
| Нуклеозидні/нуклеотидні інгібітори зворотної транскриптази                                    | |
| Абакавір (Abacavir)                                                                           | розчин для перорального застосування: 100 мг (у вигляді сульфату)/5 мл або 20 мг/мл таблетки: 300 мг (у вигляді сульфату) |
| Ламівудин (Lamivudine)                                                                        | розчин для перорального застосування: 5 мг/мл; 50 мг/5 мл або 10 мг/мл таблетки: 100 мг; 150 мг |
| Тенофовіру дизопроксилу фумарат (Tenofovir disoproxil fumarate)                               | таблетки (тенофовіру дизопроксилу фумарат, що еквівалентно 245 мг тенофовіру дизопроксилу): 300 мг |
| Зидовудин (Zidovudine)                                                                        | розчин для перорального застосування: 50 мг/5 мл; 10 мг/мл розчин для приготування внутрішньовенних інфузій: 10 мг/мл у 20 мл таблетки: 300 мг капсули: 100 мг; 250 мг                                                                           |
| Ненуклеозидні інгібітори зворотної транскриптази                                              | |
| Ефавіренз (Efavirenz)                                                                         | капсули: 50 мг; 100 мг; 200 мг таблетки: 200 мг; 600 мг |
| Невірапін (Nevirapine)                                                                        | рідина для перорального застосування: 50 мг/5 мл таблетки: 50 мг; 200 мг |
| Інгібітори протеази                                                                           | |
| Атазанавір (Atazanavir)                                                                       | тверда пероральна лікарська форма: 100 мг; 150 мг; 200 мг; 300 мг (у вигляді сульфату) |
| Ритонавір (Ritonavir)                                                                         | таблетки (термостабільні): 25 мг; 100 мг капсули: 100 мг розчин для перорального застосування: 400 мг/5 мл |
| Саквінавір (Saquinavir)                                                                       | тверда пероральна лікарська форма: 200 мг; 500 мг (у вигляді мезилату) |
| Інгібітори інтегрази                                                                          | |
| Ралтегравір (Raltegravir)                                                                     | таблетки (жувальні): 25 мг; 100 мг таблетки: 400 мг |
| Долутегравір (Dolutegravir)                                                                   | таблетки: 50 мг |
| Фіксовані комбінації                                                                          | |
| Абакавір + Ламівудин (Abacavir + Lamivudine)                                                  | таблетки: 60 мг (у вигляді сульфату) + 30 мг; 600 мг + 300 мг |
| Ефавіренз + Емтрицитабін + Тенофовір (Efavirenz + Emtricitabine + Tenofovir)                  | таблетки: 600 мг + 200 мг + 300 мг (дизопроксил фумарату, що еквівалентно 245 мг тенофовіру) |
| Емтрицитабін + Тенофовір (Emtricitabine + Tenofovir)                                          | таблетки: 200 мг + 300 мг (дизопроксил фумарату, що еквівалентно 245 мг тенофовіру) |
| Ламівудин + Зидовудин (Lamivudine + Zidovudine)                                               | таблетки: 30 мг + 60 мг [д]; 150 мг + 300 мг |
| Інші противірусні засоби                                                                      | |
| Озельтамівір (Oseltamivir)                                                                    | капсули: 30 мг; 45 мг; 75 мг (у вигляді фосфату) порошок для приготування суспензії для перорального застосування: 12 мг/мл; 6 мг/мл |
| Рибавірин (Ribavirin)                                                                         | тверда пероральна лікарська форма: 200 мг; 400 мг; 600 мг ін'єкція для внутрішньовенного введення: 800 мг та 1 г в 10 мл розчину фосфатного буфера                                                                                               |
| Валганцикловір (Valganciclovir)                                                               | таблетка по 450 мг |

| Клас, група, підгрупа, міжнародна непатентована назва (МНН) українською та англійською мовами | Форма випуску, доза лікарського засобу |
| Лікарські засоби для лікування гепатиту B                                                     | Лікарські засоби для лікування гепатиту B |
| Нуклеозидні/нуклеотидні інгібітори зворотної транскриптази                                    | Нуклеозидні/нуклеотидні інгібітори зворотної транскриптази |
| --------------------------------------------------------------------------------------------- | --- |
| Ентекавір (Entecavir)                                                                         | розчин для перорального застосування: 0,05 мг/мл таблетки: 0,5 мг; 1 мг |
| Тенофовіру дизопроксилу фумарат (Tenofovir disoproxil fumarate (TDF)                          | таблетки: 300 мг (тенофовіру дизопроксилу фумарат, що еквівалентно 245 мг тенофовіру дизопроксилу) |
| Додатковий перелік                                                                            | |
| Інтерферон альфа-2b (Interferon alfa-2b)                                                      | ліофілізат для приготування розчину для ін'єкцій: 3 млн. МО; 6 млн. МО |
| Лікарські засоби для лікування гепатиту C                                                     | |
| Нуклеотидні інгібітори полімерази                                                             | |
| Софосбувір (Sofosbuvir)                                                                       | таблетки: 400 мг |
| Інші противірусні засоби                                                                      | |
| Рибавірин (Ribavirin)                                                                         | розчин для внутрішньовенного введення: 1 г/10 мл фосфатного буферного розчину таблетки/капсули: 200 мг; 400 мг; 600 мг розчин для внутрішньовеннього введення: 800 мг/10 мл фосфатного буферного розчину |
| Фіксовані комбінації                                                                          | |
| Софосбувір + Велпатасвір (Sofosbuvir + Velpatasvir)                                           | таблетки: 400 мг + 100 мг |
| Ледіпасвір + Софосбувір (Ledipasvir + Sofosbuvir)                                             | таблетки: 90 мг + 400 мг |
| Додатковий перелік                                                                            | |
| Пегільований інтерферон альфа (2a або 2b) (Pegylated interferon alfa (2a or 2b)               | флакон або шприц: 80 мкг; 100 мкг; 120 мкг (пегільований інтерферон альфа 2b); 90 мкг, 180 мкг (пегільований інтерферон альфа 2а); 50 мкг/0,5 мл; 150 мкг/0,5 мл                                         |
| Інтерферон альфа-2b (Interferon alfa-2b)                                                      | ліофілізат для приготування розчину для ін'єкцій: 3 млн. МО; 6 млн. МО |

| Клас, група, підгрупа, міжнародна непатентована назва (МНН) українською та англійською мовами | Форма випуску, доза лікарського засобу |
| Засоби для лікування амебіазу та лямбліозу                                                    | Засоби для лікування амебіазу та лямбліозу |
| --------------------------------------------------------------------------------------------- | --- |
| Дилоксанід (Diloxanide)                                                                       | таблетки: 500 мг (фуроат) |
| Метронідазол (Metronidazole)                                                                  | ін'єкції/інфузії: 500 мг/100 мл тверда пероральна лікарська форма: 200 мг — 500 мг розчин для перорального застосування: 200 мг (у вигляді бензоату)/5 мл                    |
| Засоби для лікування лейшманіозу                                                              | |
| Амфотерицин B (Amphotericin B)                                                                | ін'єкції/суспензія для інфузій: 10 мг; 50 мг; 100 мг у флаконі (у вигляді натрію деоксихолату або комплексу з ліпосомами)                                                    |
| Мілтефозін (Miltefosine)                                                                      | тверда пероральна лікарська форма: 10 мг; 50 мг |
| Паромоміцин (Paromomycin)                                                                     | розчин для ін'єкцій: 750 мг паромоміцину (у вигляді сульфату) |
| Натрію стибоглюконат або Меглюмін антимоніат (Sodium stibogluconate or Meglumine antimoniate) | ін'єкції: 100 мг/мл, 1 флакон = 30 мл або 30 %, що еквівалентно близько 8,1 % сурмі (п'ятивалентній) по 5 мл в ампулах                                                       |
| Засоби для лікування та профілактики малярії                                                  | |
| Для лікування малярії                                                                         | |
| Амодиахін (Amodiaquine)                                                                       | таблетки: 153 мг; 200 мг (у вигляді гідрохлориду) |
| Артеметер (Artemether)                                                                        | розчин олійний: 80 мг/мл в ампулах по 1 мл |
| Артеметер + Лумефантрін (Artemether + Lumefantrine)                                           | таблетки: 20 мг + 120 мг таблетки (дисперговані): 20 мг + 120 мг |
| Артесунат (Artesunate)                                                                        | ін'єкції: ампули, що містять 60 мг безводної артесунатової кислоти з окремою ампулою 5 % розчину натрію бікарбонату ректальна лікарська форма: 50 мг; 200 мг таблетки: 50 мг |
| Артесунат + Амодиахін (Artesunate + Amodiaquine)                                              | таблетки: 25 мг + 67,5 мг; 50 мг + 135 мг; 100 мг + 270 мг |
| Артесунат + Мефлохін (Artesunate + Mefloquine)                                                | таблетки: 25 мг + 55 мг; 100 мг + 220 мг |
| Хлорохін (Chloroquine)                                                                        | розчин оральний: 50 мг (у вигляді фосфату або сульфату)/5 мл таблетки: 100 мг; 150 мг; 250 мг (у вигляді фосфату або сульфату)                                               |
| Доксициклін (Doxycycline)                                                                     | таблетки: 100 мг таблетки (дисперговані): 100 мг (у вигляді моногідрату) капсули: 100 мг                                                                                     |
| Мефлохін (Mefloquine)                                                                         | таблетки: 250 мг (у вигляді гідрохлориду) |
| Примахін (Primaquine)                                                                         | таблетки: 7,5 мг; 15 мг (у вигляді дифосфату) |
| Хінін (Quinine)                                                                               | ін'єкції: 300 мг хініну гідрохлориду/мл по 2 мл в ампулах таблетки: 300 мг хініну сульфату або бісульфату                                                                    |
| Сульфадоксин + Піриметамін (Sulfadoxine + Pyrimethamine)*                                     | таблетки: 500 мг + 25 мг |
| Для профілактики малярії                                                                      | |
| Хлорохін (Chloroquine)                                                                        | розчин оральний: 50 мг (у вигляді фосфату або сульфату)/5 мл таблетки: 150 мг; 250 мг (у вигляді фосфату або сульфату)                                                       |
| Доксициклін (Doxycycline)                                                                     | тверда пероральна лікарська форма: 100 мг (у вигляді гідрохлориду або хіклату)                                                                                               |
| Мефлохін (Mefloquine)                                                                         | таблетки: 250 мг (у вигляді гідрохлориду) |
| Прогуаніл (Proguanil)                                                                         | таблетки: 100 мг (у вигляді гідрохлориду) |
| Засоби для лікування пневмоцистозу та токсоплазмозу                                           | |
| Піриметамін (Pyrimethamine)                                                                   | таблетки: 25 мг |
| Сульфадіазин (Sulfadiazine)                                                                   | таблетки: 500 мг |
| Сульфаметоксазол + Триметоприм (Sulfamethoxazole + Trimethoprim)                              | ін'єкції: 80 мг + 16 мг/мл по 5 мл; по 10 мл в ампулах рідина для перорального застосування: 200 мг + 40 мг/5 мл таблетки: 100 мг + 20 мг; 400 мг + 80 мг                    |
| Додатковий перелік                                                                            | |
| Пентамідин (Pentamidine)                                                                      | таблетки: 200 мг; 300 мг (у вигляді ізотіонату) |

### VII. Лікарські засоби для лікування мігрені
| Клас, група, підгрупа, міжнародна непатентована назва (МНН) українською та англійською мовами | Форма випуску, доза лікарського засобу |
| --------------------------------------------------------------------------------------------- | --- |
| Кислота ацетилсаліцилова (Acetylsalicylic acid)                                               | таблетки: 300 мг — 500 мг таблетки кишковорозчинні: 75 мг — 300 мг |
| Ібупрофен (Ibuprofen)                                                                         | тверда пероральна лікарська форма: 200 мг; 400 мг; 600 мг таблетки пролонгованої дії, вкриті плівковою оболонкою: 800 мг капсули пролонгованої дії: 300 мг капсули жувальні м'які: 100 мг |
| Парацетамол (Paracetamol)                                                                     | розчин для перорального застосування: 30 мг/мл; 125 мг/5 мл; 120 мг/5 мл тверда пероральна лікарська форма: 200 мг — 500 мг                                                               |
| Суматриптан (Sumatriptan)                                                                     | таблетки: 50 мг |

| Клас, група, підгрупа, міжнародна непатентована назва (МНН) українською та англійською мовами | Форма випуску, доза лікарського засобу      |
| --------------------------------------------------------------------------------------------- | ------------------------------------------- |
| Пропранолол (Propranolol)                                                                     | таблетки: 10 мг; 20 мг; 40 мг (гідрохлорид) |

### VIII. Антинеопластичні та імуносупресивні лікарські засоби
| Клас, група, підгрупа, міжнародна непатентована назва (МНН) українською та англійською мовами | Форма випуску, доза лікарського засобу |
| Додатковий перелік                                                                            | Додатковий перелік |
| --------------------------------------------------------------------------------------------- | --- |
| Азатіоприн (Azathioprine)                                                                     | порошок для розчину для ін'єкцій: 100 мг (у вигляді натрієвої солі) у флаконі таблетки: 50 мг |
| Циклоспорин (Ciclosporin)                                                                     | тверда пероральна лікарська форма:10 мг; 25 мг; 50 мг; 100 мг концентрат для розчину для ін'єкцій: 50 мг/мл по 1 мл в ампулах для трансплантації органів розчин оральний: 100 мг/мл                                                      |
| Такролімус (Tacrolimus)                                                                       | тверда пероральна лікарська форма: 0,5 мг; 1 мг; 5 мг таблетки, капсули пролонгованої дії: 0,5 мг; 0,75 мг; 1 мг; 3 мг; 4 мг; 5 мг концентрат для приготування розчину для інфузій: 5 мг/мл гранули для оральної суспензії: 0,2 мг; 1 мг |
| Мікофенолова кислота та її солі (Mycophenolic acid)                                           | тверда пероральна лікарська форма: 250 мг; 500 мг таблетки, вкриті оболонкою, кишковорозчинні: 180 мг; 360 мг таблетки (із відстроченим вивільненням): 180 мг; 360 мг                                                                    |

| Клас, група, підгрупа, міжнародна непатентована назва (МНН) українською та англійською мовами                                           | Форма випуску, доза лікарського засобу |
| Додатковий перелік | Додатковий перелік |
| --- | --- |
| Повністю трансретиноєва кислота (All-trans retinoid acid (ATRA) Третиноїн (Tretinoin)                                                   | капсули: 10 мг |
| Алопуринол (Allopurinol) | таблетки: 100 мг; 300 мг |
| Бендамустин (Bendamustine) | ін'єкції: 45 мг/0,5 мл; 180 мг/2 мл; 2,5 мг/мл по 25 мг у флаконі; 2,5 мг/мл по 100 мг у флаконі |
| Блеоміцин (Bleomycin) | порошок/ліофілізат для розчину для ін'єкцій: 15 мг або 15 МО (у вигляді сульфату) у флаконі; 15 000 МО |
| Кальцію фолінат (Calcium folinate) | ін'єкції: 3 мг/мл; 10 мг/мл таблетки: 15 мг |
| Капецитабін (Capecitabine) | таблетки: 150 мг; 300 мг; 500 мг суспензія оральна: 200 мг/мл |
| Карбоплатин (Carboplatin) | ін'єкції: 50 мг/5 мл; 150 мг/15 мл; 450 мг/45 мл; 600 мг/60 мл |
| Хлорамбуцил (Chlorambucil) | таблетки: 2 мг |
| Цисплатин (Cisplatin) | ін'єкції/інфузії: 0,5 мг/мл; 50 мг/50 мл; 100 мг/100 мл |
| Циклофосфамід (Cyclophosphamide) | порошок для розчину для ін'єкцій/інфузій: 200 мг; 500 мг; 1 г у флаконі таблетки: 25 мг; 50 мг |
| Цитарабін (Cytarabine) | порошок/ліофілізат для розчину для ін'єкцій: 100 мг; 1 000 мг у флаконі розчин для ін'єкцій/інфузій: 100 мг; 500 мг; 1 000 мг; 2 000 мг у флаконі розчин для ін'єкцій: 100 мг/мл у флаконі                                       |
| Дакарбазин (Dacarbazine) | порошок/ліофілізат для розчину для інфузій/ін'єкцій: 100 мг; 200 мг; 500 мг; 1 000 мг у флаконі |
| Дактиноміцин (Dactinomycin) | порошок для розчину для ін'єкцій: 500 мкг у флаконі |
| Даунорубіцин (Daunorubicin) | порошок/ліофілізат для розчину для ін'єкцій: 50 мг у флаконі; 20 мг у флаконі |
| Доцетаксел (Docetaxel) | ін'єкції/інфузії: 10 мг/мл; 20 мг/мл; 40 мг/мл |
| Доксорубіцин (Doxorubicin) | порошок/ліофілізат для розчину для інфузій: 10 мг; 50 мг у флаконах концентрат для розчину для інфузій: 2 мг/мл розчин для інфузій: 2 мг/мл                                                                                      |
| Етопозид (Etoposide) | капсули: 100 мг ін'єкції: 20 мг/мл по 5 мл; 10 мл в ампулах (флаконах) |
| Флударабін (Fludarabine) | порошок/ліофілізат для розчину для ін'єкцій/інфузій: 50 мг (фосфат) у флаконі таблетки: 10 мг концентрат для розчину для ін'єкцій/інфузій: 25 мг/мл                                                                              |
| Фторурацил (Fluorouracil) | ін'єкції: 50 мг/мл по 5 мл в ампулах (флаконах) |
| Філграстим (Filgrastim) | ін'єкції: 120 мкг/0,2 мл; 300 мкг/0,5 мл; 480 мкг/0,8 мл; 480 мкг/0,5 мл у попередньо заповнених шприцах (шприц-дозах); 300 мкг/мл по 1 мл; 480 мг/1,6 мл по 1,6 мл у флаконі                                                    |
| Гемцитабін (Gemcitabine) | порошок/ліофілізат для розчину для ін'єкцій/інфузій: 200 мг; 1 г; 1,5 г; 2 г у флаконі концентрат для розчину для інфузій: 40 мг/мл                                                                                              |
| Іфосфамід (Ifosfamide) | порошок/ліофілізат для розчину для ін'єкцій: 500 мг; 1 г; 2 г у флаконі розчин для інфузій: 40 мг/мл |
| Іматиніб (Imatinib) | таблетки, капсули: 100 мг; 400 мг розчин оральний: 80 мг/мл |
| Іринотекан (Irinotecan) | ін'єкції: 40 мг/2 мл по 2 мл; 100 мг/5 мл по 5 мл; 500 мг/25 мл по 25 мл у флаконі концентрат для розчину для інфузій: 20 мг/мл по 15 мл концентрат для дисперсії для інфузій: 4,3 мг/мл по 10 мл                                |
| Меркаптопурин (Mercaptopurine) | таблетки: 50 мг |
| Метотрексат (Methotrexate) | таблетки: 2,5 мг; 5 мг; 7,5 мг; 10 мг (у вигляді натрієвої солі/або еквівалент метотрексату безводного) ін'єкції: 10 мг/мл; 25 мг/мл; 100 мг/1 мл концентрат для розчину для інфузій: 100 мг/мл                                  |
| Оксаліплатин (Oxaliplatin) | ін'єкції: 50 мг/10 мл по 10 мл; 100 мг/20 мл по 20 мл; 200 мг/40 мл по 40 мл у флаконі порошок/ліофілізат для розчину для ін'єкцій: 50 мг; 100 мг у флаконі порошок ліофілізований для приготування розчину для інфузій: 5 мг/мл |
| Паклітаксел (Paclitaxel) | порошок для розчину для ін'єкцій: 6 мг/мл концентрат для розчину для інфузій: 6 мг/мл |
| Прокарбазин (Procarbazine) | капсули: 50 мг (у вигляді гідрохлориду) |
| Ритуксимаб (Rituximab) | ін'єкції/інфузії: 100 мг/10 мл по 10 мл у флаконі; 10 мг/мл по 10 мл; по 50 мл у флаконі; 500 мг/50 мл по 50 мл у флаконі |
| Вінбластин (Vinblastine) | порошок для розчину для ін'єкцій: 10 мг (сульфат) у флаконі |
| Вінкристин (Vincristine) | порошок для розчину для ін'єкцій: 1 мг (сульфат); 5 мг (сульфат) у флаконі розчин для ін'єкцій: 1 мг (сульфат); 5 мг (сульфат) у флаконі                                                                                         |
| Вінорелбін (Vinorelbine) | ін'єкції: 10 мг/мл по 1 мл; 50 мг/5 мл по 5 мл у флаконі капсули: 20 мг; 30 мг; 80 мг |
| Золедронова кислота (Zoledronic acid)/Ібандронова кислота (Ibandronic acid) може бути використана як альтернатива                       | Золедронова кислота (Zoledronic acid) — ліофілізат/концентрат для приготування розчину для інфузій: 4 мг/5 мл; 0,8 мг/мл; |
| Золедронова кислота (Zoledronic acid)/Ібандронова кислота (Ibandronic acid) може бути використана як альтернатива                       | розчин для інфузій: 4 мг/100 мл; 5 мг/100 мл |
| Золедронова кислота (Zoledronic acid)/Ібандронова кислота (Ibandronic acid) може бути використана як альтернатива                       | Ібандронова кислота (Ibandronic acid) — таблетки: 50 мг; концентрат для розчину для інфузій: 1 мг/мл |
| Бортезоміб (Bortezomib) | ін'єкції: 1 мг; 2,5 мг; 3 мг; 3,5 мг у флаконах |
| Гозерелін (Goserelin) | імплантат/капсули для підшкірного введення пролонгованої дії: 3,6 мг; 10,8 мг |
| Екземестан (Exemestane) | таблетки: 25 мг |
| Епірубіцин (Epirubicin) | розчин для інфузій: 10 мг або 50 мг у флаконі ліофілізат для розчину для інфузій: 10 мг; 50 мг |
| Ідарубіцин (Idarubicin) | концентрат/ліофілізат для розчину для інфузій: 1 мг/мл; 5 мг капсули: 10 мг |
| Інтерферон альфа-2b (Interferon alfa-2b)                                                                                                | ліофілізат для приготування розчину для ін'єкцій: 1 млн. МО; 3 млн. МО; 5 млн. МО; 6 млн. МО; 9 млн. МО; 18 млн. МО |
| Лейпрорелін (Leuprorelin) | порошок для приготування розчину для підшкірних ін'єкцій: 7,5 мг; 22,5 мг; 45 мг імплантат: 3,6 мг; 5 мг ліофілізат для суспензії для ін'єкцій: 3,75 мг                                                                          |
| Летрозол (Letrozole) | таблетки: 2,5 мг |
| Мелфалан (Melphalan) | тверда пероральна форма: 2 мг порошок для розчину для ін'єкцій: 50 мг у флаконі |
| Мітоксантрон (Mitoxantrone) | концентрат для розчину для інфузій: 2 мг/мл по 5 мл (10 мг) або по 10 мл (20 мг) у флаконі розчин для ін'єкцій: 2 мг/мл по 10 мл у флаконі                                                                                       |
| Темозоломід (Temozolomide) | тверда пероральна лікарська форма: 5 мг; 20 мг; 100 мг; 140 мг; 180 мг; 250 мг порошок для розчину для інфузій: 100 мг суспензія оральна: 30 мг/мл                                                                               |
| Топотекан (Topotecan) | ліофілізат для розчину для інфузій: 4 мг концентрат для розчину для інфузій: 1 мг/мл по 4 мл; по 5 мл |
| Трипторелін (Triptorelin) | порошок для суспензії для ін'єкцій: 3,75 мг; 11,25 мг; 22,5 мг |
| Летрозол (Letrozole)/Екземестан (Exemestane)/Анастрозол (Anastrozole)/Фулвестрант (Fulvestrant) можуть бути використані як альтернатива | Летрозол (Letrozole) — таблетки: 2,5 мг |
| Летрозол (Letrozole)/Екземестан (Exemestane)/Анастрозол (Anastrozole)/Фулвестрант (Fulvestrant) можуть бути використані як альтернатива | Екземестан (Exemestane) — таблетки: 25 мг |
| Летрозол (Letrozole)/Екземестан (Exemestane)/Анастрозол (Anastrozole)/Фулвестрант (Fulvestrant) можуть бути використані як альтернатива | Анастрозол (Anastrozole) — таблетки: 1 мг; |
| Летрозол (Letrozole)/Екземестан (Exemestane)/Анастрозол (Anastrozole)/Фулвестрант (Fulvestrant) можуть бути використані як альтернатива | Фулвестрант (Fulvestrant) — розчин для ін'єкцій: 250 мг/5 мл |
| Сунітініб (Sunitinib) | капсули: 12,5 мг, 25 мг, 50 мг |
| Пеметрексед (Pemetrexed) | порошок/ліофілізат для приготування концентрату для розчину для інфузій (або концентрат для приготування розчину для інфузій): 100 мг, 500 мг, 1000 мг                                                                           |
| Гефітиніб (Gefitinib) | таблетки: 250 мг |
| Леналідомід (Lenalidomide) | капсули: 10 мг, 15 мг, 25 мг |
| Азацитидин (Azacitidine) | ліофілізат для розчину для ін'єкцій/порошок для ін'єкцій: 100 мг |
| Абіратерон (Abiraterone) | таблетки: 250 мг, 500 мг |
| Еверолімус (Everolimus) | таблетки: 0,75 мг, 2,5 мг, 5 мг, 10 мг |
| Дазатиніб (Dasatinib) | таблетки: 50 мг, 70 мг |
| Ерлотиніб (Erlotinib) | таблетки: 100 мг; 150 мг |
| Трастузумаб (Trastuzumab) | порошок для розчину для інфузій: 150 мг у флаконі |
| Пегфілграстим (Pegfilgrastim) | розчин для ін'єкцій у попередньо наповненому шприці: 6 мг/0,6 мл |

| Клас, група, підгрупа, міжнародна непатентована назва (МНН) українською та англійською мовами | Форма випуску, доза лікарського засобу |
| Додатковий перелік                                                                            | Додатковий перелік |
| --------------------------------------------------------------------------------------------- | --- |
| Анастрозол (Anastrozole)                                                                      | таблетки: 1 мг |
| Бікалутамід (Bicalutamide)                                                                    | таблетки: 50 мг; 150 мг |
| Дексаметазон (Dexamethasone)                                                                  | ін'єкції: 4 мг/мл по 1 мл в ампулах (у вигляді солі натрію фосфату) розчин для перорального застосування: 2 мг/5 мл таблетки: 0,5 мг — 2 мг; 4 мг; 8 мг; 20 мг; 40 мг |
| Гідрокортизон (Hydrocortisone)                                                                | порошок для розчину для ін'єкцій: 100 мг (у вигляді натрію сукцинату) у флаконі |
| Метилпреднізолон (Methylprednisolone)                                                         | ін'єкції: 40 мг/мл (у вигляді натрію сукцинату) по 1 мл в однодозових флаконах та по 5 мл у багатодозових флаконах; 80 мг/мл (у вигляді натрію сукцинату) по 1 мл в однодозових флаконах; 125 мг (у вигляді натрію сукцинату) у флаконі; 250 мг (у вигляді натрію сукцинату) у флаконі; 500 мг (у вигляді натрію сукцинату) у флаконі; 1000 мг (у вигляді натрію сукцинату) у флаконі [сп] таблетки: 4 мг; 8 мг; 16 мг; 32 мг |
| Преднізолон (Prednisolone)                                                                    | розчин для перорального застосування: 5 мг/мл таблетки: 5 мг; 25 мг розчин для ін'єкцій: 30 мг/мл в ампулах |
| Тамоксифен (Tamoxifen)                                                                        | таблетки: 10 мг; 20 мг |

### IX. Протипаркінсонічні лікарські засоби
| Клас, група, підгрупа, міжнародна непатентована назва (МНН) українською та англійською мовами | Форма випуску, доза лікарського засобу                                                                            |
| --------------------------------------------------------------------------------------------- | --- |
| Біпериден (Biperiden)                                                                         | ін'єкції: 5 мг (лактат) по 1 мл в ампулах таблетки: 2 мг (гідрохлорид)                                            |
| Леводопа + Карбідопа (Levodopa + Carbidopa)                                                   | таблетки: 100 мг + 10 мг; 100 мг + 25 мг; 250 мг + 25 мг таблетки пролонгованої дії по 200 мг/50 мг; 100 мг/25 мг |

### X. Лікарські засоби, що впливають на кров
| Клас, група, підгрупа, міжнародна непатентована назва (МНН) українською та англійською мовами | Форма випуску, доза лікарського засобу |
| --------------------------------------------------------------------------------------------- | --- |
| Заліза двовалентного сіль (Ferrous salt)                                                      | розчин/сироп для перорального застосування: еквівалентно 8 мг — 73,9 мг заліза (у вигляді солей заліза)/мл тверда пероральна лікарська форма: еквівалентно 60 мг — 115 мг заліза (у вигляді солей заліза) таблетки, вкриті оболонкою, пролонгованої дії: 80 мг |
| Заліза двовалентного сіль + Фолієва кислота (Ferrous salt + Folic acid)                       | таблетки, вкриті оболонкою, пролонгованої дії: еквівалентно 80 мг заліза + 350 мкг фолієвої кислоти |
| Фолієва кислота (Folic acid)                                                                  | таблетки: 400 мкг; 1 мг; 5 мг |
| Гідроксокобаламін (Hydroxocobalamin)/ Ціанокобаламін (Cyanocobalamin)                         | ін'єкції: 1 мг (у вигляді ацетату, гідрохлориду або сульфату) по 1 мл в ампулах ін'єкції: 0,2 мг/мл; 0,5 мг/мл в ампулах таблетки: 1 мг |
| Додатковий перелік                                                                            | |
| Епоетин альфа (Epoetin alfa)                                                                  | ін'єкції: попередньо заповнені шприці 1 000 МО/0,5 мл; 2 000 МО/0,5 мл; 2 000 МО/1 мл; 3 000 МО/0,3 мл; 3 000 МО/1 мл; 4 000 МО/0,4 мл; 4 000 МО/1 мл; 5 000 МО/0,5 мл; 6 000 МО/0,6 мл; 8 000 МО/0,8 мл; 10 000 МО/1 мл; 20 000 МО/0,5 мл; 30 000 МО/0,75 мл; 40 000 МО/1 мл розчин для ін'єкцій: 1 000 МО; 2 000 МО; 4000 МО; 10 000 МО в ампулах або флаконах ліофілізат для розчину для ін'єкцій: 1 000 МО; 2 000 МО; 3 000 МО; 4 000 МО; 10 000 МО; 20 000 МО; 40 000 МО у флаконах |
| Метокси поліетилен гліколь-епоетину бета (Methoxy polyethylene glycol-epoetin)                | розчин для ін'єкцій: 50 мкг/0,3 мл; 75 мкг/0,3 мл |
| Дарбепоетин альфа (Darbepoetin alfa)                                                          | розчин для ін'єкцій: 500 мкг/мл; 100 мкг/мл; 25 мкг/мл |

| Клас, група, підгрупа, міжнародна непатентована назва (МНН) українською та англійською мовами | Форма випуску, доза лікарського засобу |
| --------------------------------------------------------------------------------------------- | --- |
| Еноксапарин (Enoxaparin)                                                                      | ін'єкції: 10 000 анти-Ха МО/мл по 20 мг/0,2 мл; по 40 мг/0,4 мл; по 60 мг/0,6 мл; по 80 мг/0,8 мл; по 100 мг/1 мл; по 120 мг/0,8 мл; по 150 мг/1 мл в ампулах або шприц-дозах, у багатодозовому флаконі |
| Надропарин (Nadroparin) (може бути використаний як альтернатива еноксапарину)                 | ін'єкції: 9 500 МО анти-Ха/мл по 0,3 мл; по 0,4 мл; по 0,6 мл; по 0,8 мл у попередньо наповнених шприцах; 9 500 МО анти-Ха/мл по 5 мл у флаконі                                                         |
| Далтепарин (Dalteparin) (може бути використаний як альтернатива еноксапарину)                 | ін'єкції: 2 500 МО або 5 000 МО (анти-Ха)/0,2 мл по 0,2 мл в одноразових шприцах; 10 000 МО (анти-Ха)/мл по 1 мл в ампулах                                                                              |
| Гепарин натрій (Heparin sodium)                                                               | ін'єкції: 1 000 МО/мл; 5 000 МО/мл; 20 000 МО/мл по 1 мл в ампулах |
| Фітоменадіон (Phytomenadione)                                                                 | таблетки: 10 мг ін'єкції: 1 мг/мл по 5 мл в ампулах [д]; 10 мг/мл по 5 мл в ампулах; 10 мг/мл по 1 мл в ампулах                                                                                         |
| Протаміну сульфат (Protamine sulfate)                                                         | ін'єкції: 10 мг/мл по в 5 мл в ампулах; 1 000 МО (10 мг)/мл по 5 мл у флаконі (у вигляді гідрохлориду)                                                                                                  |
| Транексамова кислота (Tranexamic acid)                                                        | ін'єкції: 50 мг/мл; 100 мг/мл; 500 мг/5 мл по 5 мл або 10 мл в ампулах таблетки: 250 мг — 650 мг |
| Варфарин (Warfarin)                                                                           | таблетки: 0,5 мг; 1 мг; 2 мг; 2,5 мг; 3 мг; 5 мг |
| Фондапаринукс (Fondaparinux)                                                                  | розчин для ін'єкцій: 2,5 мг/0,5 мл; 5 мг/0,4 мл; 12,5 мг/мл |
| Дабігатрану етексилат (Dabigatran etexilate)                                                  | капсули тверді: 110 мг; 150 мг |
| Апіксабан (Apixaban)                                                                          | таблетки, вкриті плівковою оболонкою: 5 мг |
| Додатковий перелік                                                                            | |
| Десмопресин (Desmopressin)                                                                    | ін'єкції: 4 мкг/мл (ацетат) по 1 мл; 15 мкг/мл по 1 мл в ампулах |

| Клас, група, підгрупа, міжнародна непатентована назва (МНН) українською та англійською мовами | Форма випуску, доза лікарського засобу                |
| Додатковий перелік                                                                            | Додатковий перелік                                    |
| --------------------------------------------------------------------------------------------- | ----------------------------------------------------- |
| Дефероксамін (Deferoxamine)                                                                   | порошок для розчину для ін'єкцій: 500 мг у флаконі    |
| Деферасірокс (Deferasirox) (може бути використаний як альтернатива дефероксаміну)             | таблетки: 90 мг; 180 мг; 250 мг; 360 мг;500 мг        |
| Гідроксикарбамід (Hydroxycarbamide)                                                           | тверда пероральна дозована форма: 200 мг; 500 мг; 1 г |

### XI. Препарати крові та плазмозамінні лікарські засоби
| Клас, група, підгрупа, міжнародна непатентована назва (МНН) українською та англійською мовами | Форма випуску, доза лікарського засобу |
| --------------------------------------------------------------------------------------------- | -------------------------------------- |
| Свіжозаморожена плазма (Fresh-frozen plasma)                                                  |                                        |
| Тромбоцити (Platelets)                                                                        |                                        |
| Червоні кров'яні тільця (Red blood cells)/Еритроцити                                          |                                        |

| Клас, група, підгрупа, міжнародна непатентована назва (МНН) українською та англійською мовами                                          | Форма випуску, доза лікарського засобу |
| Імуноглобуліни людини (Human immunoglobulins)                                                                                          | Імуноглобуліни людини (Human immunoglobulins) |
| --- | --- |
| Анти-D імуноглобулін людини (Anti-D immunoglobulin)                                                                                    | ін'єкції: 250 мкг разова доза у флаконах; 125 мкг/1 мл; 300 мкг/1 мл; 300 мкг/2 мл |
| Антирабічний імуноглобулін (Anti-rabies immunoglobulin)                                                                                | ін'єкції: 150 МО/мл у флаконах; 150 МО/мл в ампулах |
| Протиправцевий імуноглобулін (Anti-tetanus immunoglobulin)                                                                             | ін'єкції: 250 МО; 500 МО у флаконах; 250 МО/5 мл (1 доза) в ампулах |
| Додатковий перелік | |
| Імуноглобулін людини нормальний (Normal immunoglobulin)                                                                                | внутрішньом'язове введення: 10 %; 16 %; 16,5 % розчин протеїну внутрішньовенне введення: 5 %; 10 % розчин протеїну підшкірне введення: 15 %; 16 %; 16,5 % розчин протеїну                                                                        |
| Фактори згортання крові | |
| Додатковий перелік | |
| Фактор коагуляції крові VIII (Coagulation factor VIII)                                                                                 | порошок/ліофілізат для приготування розчину для ін'єкцій/інфузій: 250 МО; 500 МО; 750 МО; 1 000 МО; 1 500 МО; 2 000 МО; 3 000 МО у флаконі |
| Фактор коагуляції крові IX (Coagulation factor IX)                                                                                     | порошок/ліофілізат для приготування розчину для ін'єкцій/інфузій: 250 МО; 500 МО; 600 МО; 1 000 МО; 1 200 МО; 2 000 МО; 3 000 МО у флаконі |
| Фактор фон Віллебранда та фактор коагуляції крові VIII в комбінації (Von Willebrand factor and coagulation factor VIII in combination) | порошок/ліофілізат для приготування розчину для ін'єкцій: 250 МО, 500 МО, 1 000 МО у флаконах порошок для розчину для ін'єкцій: 25 МО/30 МО/1 мл; 50 МО/60 МО/1 мл; 100 МО/120 МО/1 мл; 250 МО/190 МО; 500 МО/375 МО; 1 000 МО/750 МО у флаконах |

| Клас, група, підгрупа, міжнародна непатентована назва (МНН) українською та англійською мовами | Форма випуску, доза лікарського засобу |
| --------------------------------------------------------------------------------------------- | -------------------------------------- |
| Декстран 70 (Dextran 70)                                                                      | розчин для ін'єкцій: 6 %               |
| Декстран 1 (Dextran 1) (може бути використаний як альтернатива декстрану 70)                  |                                        |
| Декстран 40 (Dextran 40) (може бути використаний як альтернатива декстрану 70)                | ін'єкції: 100 мг/1 мл                  |
| Альбумін (Albumin)                                                                            | розчин для інфузій: 20 %               |

### XII. Лікарські засоби для лікування серцево-судинної системи
| Клас, група, підгрупа, міжнародна непатентована назва (МНН) українською та англійською мовами | Форма випуску, доза лікарського засобу |
| --------------------------------------------------------------------------------------------- | --- |
| Бісопролол (Bisoprolol)                                                                       | таблетки: 1,25 мг; 2,5 мг; 5 мг; 10 мг |
| Метопролол (Metoprolol)                                                                       | таблетки: 25 мг; 50 мг; 100 мг таблетки пролонгованої дії, вкриті оболонкою: 12,5 мг; 25 мг; 50 мг; 100 мг розчин для ін'єкцій: 1 мг/мл в ампулах                                                              |
| Карведилол (Carvedilol)                                                                       | таблетки: 3,125 мг; 6,25 мг; 12,5 мг; 25 мг |
| Нітрогліцерин (Glyceryl trinitrate)                                                           | таблетки: (сублінгвальні) 300 мкг; 400 мкг; 500 мкг концентрат для розчину для інфузій: 1 мг/мл; 10 мг/мл спрей сублінгвальний: 0,4 мг/дозу таблетки пролонгованої дії: 2,9 мг; 5,2 мг                         |
| Ізосорбіду динітрат (Isosorbide dinitrate)                                                    | таблетки: (сублінгвальні) 5 мг розчин для інфузій: 1 мг/мл спрей сублінгвальний дозований: 1,25 мг/дозу спрей оромукозний: 1,25 мг/дозу таблетки пролонгованої дії: 20 мг; 40 мг; 60 мг таблетки: 10 мг; 20 мг |
| Верапаміл (Verapamil)                                                                         | таблетки: 40 мг; 80 мг (гідрохлорид) капсули пролонгованої дії: 180 мг таблетки, пролонгованої дії: 240 мг |

| Клас, група, підгрупа, міжнародна непатентована назва (МНН) українською та англійською мовами | Форма випуску, доза лікарського засобу |
| --------------------------------------------------------------------------------------------- | --- |
| Бісопролол (Bisoprolol)                                                                       | таблетки: 1,25 мг; 2,5 мг; 5 мг; 10 мг |
| Метопролол (Metoprolol)                                                                       | таблетки: 25 мг; 50 мг; 100 мг таблетки пролонгованої дії, вкриті оболонкою: 12,5 мг; 25 мг; 50 мг; 100 мг розчин для ін'єкцій: 1 мг/мл в ампулах              |
| Карведилол (Carvedilol)                                                                       | таблетки: 3,125 мг; 6,25 мг; 12,5 мг; 25 мг |
| Дигоксин (Digoxin)                                                                            | ін'єкції: 250 мкг/мл по 2 мл; 0,25 мг/мл по 1 мл в ампулах розчин для перорального застосування: 50 мкг/мл таблетки: 62,5 мкг; 100 мкг; 250 мкг                |
| Епінефрин/Адреналін (Epinephrine/Adrenaline)                                                  | ін'єкції: 100 мкг/мл (у вигляді тартрату або гідрохлориду) по 10 мл в ампулах; 1,82 мг/мл по 1 мл в ампулах                                                    |
| Лідокаїн (Lidocaine)                                                                          | ін'єкції: 20 мг (гідрохлорид)/мл по 2 мл або по 5 мл; 100 мг/мл по 2 мл в ампулах                                                                              |
| Верапаміл (Verapamil)                                                                         | ін'єкції: 2,5 мг (гідрохлорид)/мл по 2 мл в ампулах таблетки: 40 мг; 80 мг (гідрохлорид) капсули пролонгованої дії: 180 мг таблетки, пролонгованої дії: 240 мг |
| Додатковий перелік                                                                            | |
| Аміодарон (Amiodarone)                                                                        | ін'єкції: 50 мг/мл по 3 мл в ампулах (гідрохлорид) таблетки: 100 мг; 200 мг; 400 мг (гідрохлорид)                                                              |

| Клас, група, підгрупа, міжнародна непатентована назва (МНН) українською та англійською мовами | Форма випуску, доза лікарського засобу |
| --------------------------------------------------------------------------------------------- | --- |
| Амлодипін (Amlodipine)                                                                        | таблетки: 2,5 мг; 5 мг; 10 мг (у вигляді малеату, месилату або бесилату)                                                                         |
| Бісопролол (Bisoprolol)                                                                       | таблетки: 1,25 мг; 2,5 мг; 5 мг; 10 мг |
| Атенолол (Atenolol)                                                                           | таблетки: 25 мг; 50 мг; 100 мг |
| Метопролол (Metoprolol)                                                                       | таблетки: 25 мг; 50 мг; 100 мг таблетки пролонгованої дії, вкриті оболонкою: 12,5 мг; 25 мг; 50 мг; 100 мг                                       |
| Карведилол (Carvedilol)                                                                       | таблетки: 3,125 мг; 6,25 мг; 12,5 мг; 25 мг |
| Еналаприл (Enalapril)                                                                         | тверда пероральна лікарська форма: 2,5 мг; 5 мг; 10 мг; 20 мг (у вигляді малеату водню)                                                          |
| Гідралазин (Hydralazine)                                                                      | порошок для приготування розчину для ін'єкцій: 20 мг (гідрохлорид) в ампулах таблетки: 25 мг; 50 мг (гідрохлорид)                                |
| Гідрохлортіазид (Hydrochlorothiazide)                                                         | розчин для перорального застосування: 50 мг/5 мл тверда пероральна лікарська форма: 12,5 мг; 25 мг; 50 мг; 100 мг                                |
| Метилдопа (Methyldopa)                                                                        | таблетки: 250 мг |
| Лозартан (Losartan)                                                                           | таблетки: 25 мг; 50 мг; 100 мг |
| Дилтіазем (Diltiazem)                                                                         | таблетки пролонгованої дії: 120 мг таблетки, вкриті плівковою оболонкою, пролонгованої дії: 90 мг; 180 мг таблетки: 60 мг; 90 мг                 |
| Силденафіл (Sildenafil)                                                                       | таблетки, вкриті плівковою оболонкою: 20 мг |
| Індапамід (Indapamide) (може бути використаний як альтернатива гідрохлортіазиду)              | таблетки: 2,5 мг таблетки, вкриті плівковою оболонкою, пролонгованої дії: 1,5 мг таблетки, вкриті оболонкою з модифікованим вивільненням: 1,5 мг |
| Лізиноприл + Гідрохлортіазид (Lisinopril + Hydrochlorothiazide)                               | таблетки: 10 мг/12,5 мг; 20 мг/12,5 мг |
| Телмісартан + Амлодипін (Telmisartan + Amlodipine)                                            | таблетки: 40 мг/5 мг; 80 мг/5 мг; 80 мг/10 мг |
| Телмісартан + Гідрохлортіазид (Telmisartan + Hydrochlorothiazide)                             | таблетки: 40 мг/12,5 мг; 80 мг/12,5 мг; 80 мг/25 мг                                                                                              |
| Додатковий перелік                                                                            | |
| Нітропрусид натрію (Sodium nitroprusside)                                                     | порошок для приготування розчину для ін'єкцій: 50 мг в ампулах                                                                                   |

| Клас, група, підгрупа, міжнародна непатентована назва (МНН) українською та англійською мовами | Форма випуску, доза лікарського засобу |
| --------------------------------------------------------------------------------------------- | --- |
| Бісопролол (Bisoprolol)                                                                       | таблетки: 1,25 мг; 2,5 мг; 5 мг; 10 мг |
| Метопролол (Metoprolol)                                                                       | таблетки: 25 мг; 50 мг; 100 мг таблетки пролонгованої дії, вкриті оболонкою: 12,5 мг; 25 мг; 50 мг; 100 мг                                      |
| Карведилол (Carvedilol)                                                                       | таблетки: 3,125 мг; 6,25 мг; 12,5 мг; 25 мг |
| Дигоксин (Digoxin)                                                                            | ін'єкції: 250 мкг/мл по 2 мл; 0,25 мг/мл по 1 мл в ампулах розчин для перорального застосування: 50 мкг/мл таблетки: 62,5 мкг; 100 мкг; 250 мкг |
| Еналаприл (Enalapril)                                                                         | тверда пероральна лікарська форма: 2,5 мг; 5 мг; 10 мг; 20 мг (у вигляді малеату водню)                                                         |
| Фуросемід (Furosemide)                                                                        | ін'єкції: 10 мг/мл по 2 мл в ампулах розчин для перорального застосування: 20 мг/5 мл [д] таблетки: 40 мг                                       |
| Гідрохлортіазид (Hydrochlorothiazide)                                                         | розчин для перорального застосування: 50 мг/5 мл тверда пероральна лікарська форма: 25 мг; 50 мг; 100 мг                                        |
| Спіронолактон (Spironolactone)                                                                | тверда пероральна лікарська форма: 25 мг; 50 мг; 100 мг                                                                                         |
| Лозартан (Losartan)                                                                           | таблетки: 25 мг; 50 мг; 100 мг |
| Дапагліфлозин (Dapagliflozin)                                                                 | таблетки по 10 мг |
| Торасемід (Torasemide) (може бути використаний як альтернатива фуросеміду)                    | таблетки: 5 мг; 10 мг; 20 мг; 50 мг; 100 мг; 200 мг розчин для ін'єкцій: 5 мг/мл; 10 мг/2 мл; 20 мг/4 мл                                        |
| Додатковий перелік                                                                            | |
| Допамін (Dopamine)                                                                            | ін'єкції: 40 мг/мл (гідрохлорид) по 5 мл в ампулах концентрат для приготування розчину для інфузій: 200 мг/10 мл; 5 мг/мл                       |
| Норепінефрин (норадреналін) (Norepinephrine)                                                  | розчин для ін'єкцій: 1 мг/мл концентрат для розчину для інфузій: 2 мг/мл                                                                        |

| Клас, група, підгрупа, міжнародна непатентована назва (МНН) українською та англійською мовами | Форма випуску, доза лікарського засобу                                                                                           |
| Антиагреганти                                                                                 | Антиагреганти |
| --------------------------------------------------------------------------------------------- | --- |
| Кислота ацетилсаліцилова (Acetylsalicylic acid)                                               | тверда пероральна лікарська форма: 75 мг — 300 мг порошок для розчину для ін'єкцій: 1 г таблетки кишковорозчинні: 75 мг — 300 мг |
| Клопідогрель (Clopidogrel)                                                                    | таблетки: 75 мг; 300 мг |
| Тромболітичні лікарські засоби                                                                | |
| Додатковий перелік                                                                            | |
| Стрептокіназа (Streptokinase)                                                                 | порошок/ліофілізат для приготування розчину для ін'єкцій/інфузій: 750 тис. МО; 1,5 млн. МО у флаконі                             |
| Альтеплаза (Alteplase)                                                                        | ліофілізат для розчину для інфузій: 50 мг                                                                                        |
| Гіполіпідемічні лікарські засоби                                                              | |
| Симвастатин (Simvastatin)                                                                     | таблетки: 5 мг; 10 мг; 20 мг; 40 мг; 80 мг                                                                                       |

### XIII. Дерматологічні лікарські засоби (місцевого застосування)
| Клас, група, підгрупа, міжнародна непатентована назва (МНН) українською та англійською мовами | Форма випуску, доза лікарського засобу                                                                            |
| --------------------------------------------------------------------------------------------- | --- |
| Міконазол (Miconazole)                                                                        | крем, мазь, гель: 2 % (нітрат)                                                                                    |
| Сульфід селену (Selenium sulfide)                                                             | суспензія на основі миючого засобу: 2 %                                                                           |
| Гіпосульфіт (Sodium thiosulfate)                                                              | розчин: 15 % |
| Тербінафін (Terbinafine)                                                                      | крем: 1 % мазь: 1 % тербінафін гідрохлорид гель: 1 % розчин нашкірний, плівкоутворюючий: 1 % спрей нашкірний: 1 % |

| Клас, група, підгрупа, міжнародна непатентована назва (МНН) українською та англійською мовами | Форма випуску, доза лікарського засобу             |
| --------------------------------------------------------------------------------------------- | -------------------------------------------------- |
| Мупіроцин (Mupirocin)                                                                         | крем: 2 % (у вигляді мупіроцину кальцію) мазь: 2 % |
| Перманганат калію (Potassium permanganate)                                                    | водний розчин: 1:10000 порошок: по 3 г або 5 г     |
| Сульфадіазин срібла (Silver sulfadiazine)                                                     | Крем/мазь: 1 %                                     |

| Клас, група, підгрупа, міжнародна непатентована назва (МНН) українською та англійською мовами | Форма випуску, доза лікарського засобу                                                                           |
| --------------------------------------------------------------------------------------------- | --- |
| Бетаметазон (Betamethasone)                                                                   | крем або мазь: 0,05 % (або 0,64 мг/г); 0,1 % (у вигляді валерату) спрей: 0,05 % емульсія/розчин нашкірний: 0,1 % |
| Каламін (Calamine)                                                                            | лосьйон |
| Гідрокортизон (Hydrocortisone)                                                                | крем або мазь: 1 % (ацетат)                                                                                      |

| Клас, група, підгрупа, міжнародна непатентована назва (МНН) українською та англійською мовами | Форма випуску, доза лікарського засобу                                                |
| --------------------------------------------------------------------------------------------- | ------------------------------------------------------------------------------------- |
| Пероксид бензоїлу (Benzoyl peroxide)                                                          | крем, мазь, лосьйон: 5 %; 10 %                                                        |
| Фторурацил (Fluorouracil)                                                                     | мазь: 5 %                                                                             |
| Саліцилова кислота (Salicylic acid)                                                           | розчин для зовнішнього застосування: 1 %; 5 % по 25 мл; по 40 мл; по 50 мл; по 100 мл |
| Сечовина (Urea)                                                                               | крем або мазь: 5 %; 10 %; 12 % емульсія нашкірна: 20 мг/мл; 40 мг/мл                  |

| Клас, група, підгрупа, міжнародна непатентована назва (МНН) українською та англійською мовами | Форма випуску, доза лікарського засобу                                                        |
| --------------------------------------------------------------------------------------------- | --------------------------------------------------------------------------------------------- |
| Бензилбензоат (Benzyl benzoate)                                                               | лосьйон: 25 % емульсія нашкірна: 200 мг/г по 50 г або 100 г у флаконі крем/мазь: 200—250 мг/г |
| Перметрин (Permethrin)                                                                        | крем: 5 % лосьйон: 1 % мазь: 40 мг/г розчин нашкірний: 0,5 % по 50 г у флаконі                |

| Клас, група, підгрупа, міжнародна непатентована назва (МНН) українською та англійською мовами | Форма випуску, доза лікарського засобу               |
| --------------------------------------------------------------------------------------------- | ---------------------------------------------------- |
| Декспантенол (Dexpanthenol)                                                                   | мазь, крем: 5 % піна нашкірна: 50 мг/г; 4,63 г/100 г |

### XIV. Лікарські засоби для діагностики
| Клас, група, підгрупа, міжнародна непатентована назва (МНН) українською та англійською мовами | Форма випуску, доза лікарського засобу                                                                     |
| --------------------------------------------------------------------------------------------- | --- |
| Флуоресцеїн (Fluorescein)                                                                     | очні краплі: 1 % (натрієва сіль) розчин для ін'єкцій: 10 % по 5 мл у флаконі для діагностичної ангіографії |
| Тропікамід (Tropicamide)                                                                      | очні краплі: 0,5 %; 1 %                                                                                    |

| Клас, група, підгрупа, міжнародна непатентована назва (МНН) українською та англійською мовами | Форма випуску, доза лікарського засобу                                                                                                   |
| --------------------------------------------------------------------------------------------- | --- |
| Амідотрізоат (Amidotrizoate)                                                                  | ін'єкції: 140 мг — 420 мг йодину/мл у 5 мл; 10 мл; 20 мл в ампулах                                                                       |
| Барію сульфат (Barium sulfate)                                                                | водний розчин порошок для приготування суспензії: 80 г                                                                                   |
| Йогексол (Iohexol)                                                                            | ін'єкції: 140 мг — 350 мг йодину/мл у 5 мл; 10 мл; 20 мл; 50 мл; 100 мл в ампулах/флаконах                                               |
| Йопамідол (Iopamidol)                                                                         | розчин для ін'єкцій: 370 мг йоду/мл у 50 мл; 100 мл у флаконах розчин для ін'єкцій: 300 мг/мл у 50 мл; 100 мл; 200 мл; 500 мл у флаконах |
| Додатковий перелік                                                                            | |
| Меглюміну йотроксат (Meglumine iotroxate)                                                     | розчин: 5 г — 8 г йоду в 100 мл до 250 мл                                                                                                |

### XV. Дезінфекційні засоби і антисептики
| Клас, група, підгрупа, міжнародна непатентована назва (МНН) українською та англійською мовами | Форма випуску, доза лікарського засобу                                                                          |
| --------------------------------------------------------------------------------------------- | --- |
| Хлоргексидин (Chlorhexidine)                                                                  | розчин: 0,05 %; 5 % (біглюконат) гель: 4 %                                                                      |
| Етанол (Ethanol)                                                                              | розчин: 70 % (денатурований)                                                                                    |
| Повідон йоду (Povidone iodine)                                                                | розчин: 10 % (еквівалентно 1 % активного йоду) розчин нашкірний: 7,5 % спрей: 85 мг/г лінімент: 10 % мазь: 10 % |
| Йод (Іodine) (може бути використаний як альтернатива повідон йоду)                            | розчин для зовнішнього застосування, спиртовий 5 %                                                              |

| Клас, група, підгрупа, міжнародна непатентована назва (МНН) українською та англійською мовами | Форма випуску, доза лікарського засобу                                                                     |
| --------------------------------------------------------------------------------------------- | --- |
| Етанол (Ethanol)                                                                              | розчин: 96 %                                                                                               |
| Засіб на спиртовій основі для протирання рук (Alcohol based hand rub)                         | розчин, що містить етанол у розмірі 80 %/об'єм розчин, що містить ізопропіловий спирт у розмірі 75 %/об'єм |
| Суміш на основі хлору (Chlorine base compound)                                                | порошок: 0,1 % активного хлору для розчину                                                                 |
| Хлороксиленол (Chloroxylenol)                                                                 | розчин: 4,8 %                                                                                              |
| Глутарал (Glutaral)                                                                           | розчин: 2 %                                                                                                |

### XVI. Діуретики
| Клас, група, підгрупа, міжнародна непатентована назва (МНН) українською та англійською мовами | Форма випуску, доза лікарського засобу                                                                                                |
| --------------------------------------------------------------------------------------------- | --- |
| Амілорид (Amiloride)                                                                          | таблетки: 5 мг (гідрохлорид) |
| Фуросемід (Furosemide)                                                                        | ін'єкції: 10 мг/мл по 2 мл в ампулах розчин для перорального застосування: 20 мг/5 мл [д] таблетки: 10 мг [д]; 20 мг [д]; 40 мг       |
| Гідрохлортіазид (Hydrochlorothiazide)                                                         | тверда пероральна лікарська форма: 25 мг; 50 мг; 100 мг                                                                               |
| Маніт (Mannitol)                                                                              | розчин для ін'єкцій: 10 %; 20 % розчин для інфузій: 15 % по 100 мл; 200 мл; 400 мл у пляшках; по 100 мл; 250 мл; 500 мл у контейнерах |
| Спіронолактон (Spironolactone)                                                                | тверда пероральна лікарська форма: 25 мг; 50 мг; 100 мг                                                                               |
| Торасемід (Torasemide) (може бути використаний як альтернатива фуросеміду)                    | таблетки: 5 мг; 10 мг; 20 мг; 50 мг; 100 мг; 200 мг розчин для ін'єкцій: 5 мг/мл; 10 мг/2 мл; 20 мг/4 мл                              |
| Додатковий перелік                                                                            | |
| Спіронолактон (Spironolactone)                                                                | розчин для перорального застосування: 5 мг/5 мл; 10 мг/5 мл; 25 мг/5 мл                                                               |

### XVII. Лікарські засоби, що впливають на функцію шлунково-кишкового тракту
| Клас, група, підгрупа, міжнародна непатентована назва (МНН) українською та англійською мовами | Форма випуску, доза лікарського засобу                                                                |
| --------------------------------------------------------------------------------------------- | --- |
| Ферменти підшлункової залози (Pancreatic enzymes)                                             | лікарські засоби та дози, включаючи ліпази, протеази та амілази, що застосовуються відповідно до віку |

| Клас, група, підгрупа, міжнародна непатентована назва (МНН) українською та англійською мовами | Форма випуску, доза лікарського засобу |
| Додатковий перелік                                                                            | Додатковий перелік |
| --------------------------------------------------------------------------------------------- | --- |
| Омепразол (Omeprazole)                                                                        | порошок/ліофілізат для розчину для ін’єкцій/інфузій: 40 мг в ампулах порошок для приготування розчину для перорального застосування: 20 мг; 40 мг у саше тверда пероральна лікарська форма: 10 мг; 20 мг; 40 мг капсули з модифікованим вивільненням: 20 мг |
| Ранітидин (Ranitidine)                                                                        | ін'єкції: 25 мг/мл (у вигляді гідрохлориду) по 2 мл в ампулах розчин для перорального застосування: 75 мг/5 мл (у вигляді гідрохлориду) таблетки: 150 мг; 300 мг (у вигляді гідрохлориду)                                                                   |

| Клас, група, підгрупа, міжнародна непатентована назва (МНН) українською та англійською мовами | Форма випуску, доза лікарського засобу |
| Додатковий перелік                                                                            | Додатковий перелік |
| --------------------------------------------------------------------------------------------- | --- |
| Дексаметазон (Dexamethasone)                                                                  | ін'єкції: 4 мг/мл по 1 мл в ампулах (у вигляді динатрієвої солі фосфату) розчин для перорального застосування: 0,5 мг/5 мл; 2 мг/5 мл тверда пероральна лікарська форма: 0,5 мг; 0,75 мг; 1,5 мг; 4 мг; 8 мг          |
| Метоклопрамід (Metoclopramide)                                                                | ін'єкції: 5 мг (гідрохлорид)/мл по 2 мл в ампулах розчин для перорального застосування: 5 мг/5 мл [д] таблетки: 10 мг (гідрохлорид)                                                                                   |
| Ондансетрон (Ondansetron)                                                                     | ін'єкції: 2 мг основа/мл по 2 мл; 4 мл в ампулах (у вигляді гідрохлориду) розчин для перорального застосування: 4 мг основа/5 мл тверда пероральна лікарська форма: відповідає 4 мг основи; 8 мг основи; 24 мг основи |

| Клас, група, підгрупа, міжнародна непатентована назва (МНН) українською та англійською мовами | Форма випуску, доза лікарського засобу              |
| --------------------------------------------------------------------------------------------- | --------------------------------------------------- |
| Сульфасалазин (Sulfasalazine)                                                                 | утримувальна клізма свічка: 500 мг таблетки: 500 мг |
| 4.2. Додатковий перелік                                                                       |                                                     |
| Гідрокортизон (Hydrocortisone)                                                                | утримувальна клізма свічка: 25 мг (ацетат)          |

| Клас, група, підгрупа, міжнародна непатентована назва (МНН) українською та англійською мовами | Форма випуску, доза лікарського засобу               |
| --------------------------------------------------------------------------------------------- | ---------------------------------------------------- |
| Сена (Senna)                                                                                  | таблетки: 7,5 мг; 13,5 мг; 70 мг; 140 мг (сеннозиди) |

| Клас, група, підгрупа, міжнародна непатентована назва (МНН) українською та англійською мовами | Форма випуску, доза лікарського засобу |
| Пероральна регідратація                                                                       | Пероральна регідратація |
| --------------------------------------------------------------------------------------------- | --- |
| Солі для пероральної регідратації (Oral rehydration salts)                                    | порошок для розведення в 200 мл; 500 мл; 1 л Глюкоза: 75 мілліеквівалент (млек) Натрій: 75 млек або ммоль/л Хлорид: 65 млек або ммоль/л Калій: 20 млек або ммоль/л Цитрат: 10 ммоль/л Осмолярність: 245 мосм/л Глюкоза: 13,5 г/л Натрію хлорид: 2,6 г/л Калію хлорид: 1,5 г/л Тринатрію цитрат дигідрат: 2,9 г/л (бікарбонат натрію 2,5 г/л може замінювати тринатрію цитрат дигідрат) порошок для орального розчину: по 4,4 г у пакеті (один пакет містить глюкози безводної 2,7 г, натрію цитрату 0,58 г, натрію хлориду 0,52 г, калію хлориду 0,3 г) порошок для орального розчину: по 10,7 г у пакеті (один пакет містить 0,75 г калію хлориду, 1,3 г натрію хлориду, 1,45 г натрію цитрату, 6,75 г глюкози безводної) |
| Лікарські засоби від діареї                                                                   | |
| Сульфат цинку (Zinc sulfate)                                                                  | тверда пероральна лікарська форма: 20 мг |

### XVIII. Гормони, інші лікарські засоби, що використовуються при ендокринних захворюваннях
| Клас, група, підгрупа, міжнародна непатентована назва (МНН) українською та англійською мовами | Форма випуску, доза лікарського засобу                                              |
| --------------------------------------------------------------------------------------------- | ----------------------------------------------------------------------------------- |
| Флудрокортизон (Fludrocortisone)                                                              | таблетки: 100 мкг (ацетат)                                                          |
| Гідрокортизон (Hydrocortisone)                                                                | таблетки: 5 мг; 10 мг; 20 мг порошок для розчину для ін'єкцій: по 100 мг у флаконах |

| Клас, група, підгрупа, міжнародна непатентована назва (МНН) українською та англійською мовами | Форма випуску, доза лікарського засобу                                             |
| Додатковий перелік                                                                            | Додатковий перелік                                                                 |
| --------------------------------------------------------------------------------------------- | ---------------------------------------------------------------------------------- |
| Тестостерон (Testosterone)                                                                    | ін'єкції: 200 мг (енантат) по 1 мл в ампулах; 250 мг/мл по 1 мл; по 4 мл в ампулах |

| Клас, група, підгрупа, міжнародна непатентована назва (МНН) українською та англійською мовами        | Форма випуску, доза лікарського засобу                                                                                                  |
| Оральні гормональні контрацептиви                                                                    | Оральні гормональні контрацептиви |
| --- | --- |
| Етинілестрадіол + Левоноргестрел (Ethinylestradiol + Levonorgestrel)                                 | таблетки: 30 мкг + 150 мкг |
| Етинілестрадіол + Норетистерон (Ethinylestradiol + Norethisterone)                                   | таблетки: 35 мкг + 1 мг |
| Левоноргестрел (Levonorgestrel)                                                                      | таблетки: 30 мкг; 750 мкг (пакет із двох); 1,5 мг                                                                                       |
| Естрадіол ципіонат + Медроксипрогестерону ацетат (Estradiol cypionate + Medroxyprogesterone acetate) | ін'єкція: 5 мг + 25 мг |
| Медроксипрогестерону ацетат (Medroxyprogesterone acetate)                                            | депо ін'єкції: 150 мг/мл по 1 мл у флаконі суспензія для ін'єкцій: 150 мг/мл по 1 мл у флаконі або заповненому шприці; 3,3 мл у флаконі |
| Норетистерону енантат (Norethisterone enantate)                                                      | масляний розчин: 200 мг/мл по 1 мл в ампулах                                                                                            |
| Імплантабельні контрацептиви                                                                         | |
| Етоногестрел-рилізинговий імплантат (Etonogestrel-releasing implant)                                 | одностержневий етоногестрело-рилізинговий імплантат, який містить 68 мг етоногестрела                                                   |
| Левоноргестрел-рилізинговий імплантат (Levonorgestrel-releasing implant)                             | два стрижня левоноргестрело-рилізингового імплантата, кожен стрижень якого містить 75 мг левоноргестрелу (150 мг від загального обсягу) |
| Внутрішньоматкові засоби                                                                             | |
| Левоноргестрел-рилізинг внутрішньоматкової системи (Levonorgestrel-releasing intrauterine system)    | внутрішньоутробна система з резервуаром, що містить 52 мг левоноргестрелу                                                               |
| Інтравагінальні контрацептиви                                                                        | |
| Прогестеронове вагінальне кільце (Progesterone vaginal ring)*                                        | прогестероно-рилізингове вагінальне кільце, що містить 2,074 г мікронізованого прогестерону                                             |

| Клас, група, підгрупа, міжнародна непатентована назва (МНН) українською та англійською мовами | Форма випуску, доза лікарського засобу |
| --------------------------------------------------------------------------------------------- | -------------------------------------- |

| Клас, група, підгрупа, міжнародна непатентована назва (МНН) українською та англійською мовами | Форма випуску, доза лікарського засобу                                                                             |
| --------------------------------------------------------------------------------------------- | --- |
| Гліклазид (Gliclazide)                                                                        | тверда пероральна лікарська форма: 30 мг; 60 мг; 80 мг таблетки з контрольованим вивільненням: 30 мг; 60 мг; 80 мг |
| Глібенкламід (Glibenclamide)* (може бути використаний як альтернатива гліклазиду)             | тверда пероральна лікарська форма: 3,5 мг; 5 мг                                                                    |
| Глюкагон (Glucagon)                                                                           | ін'єкції: 1 мг/мл                                                                                                  |
| Емпагліфлозин (Empagliflozin)*                                                                | таблетки: 10 мг; 25 мг                                                                                             |
| Метформін (Metformin)                                                                         | таблетки: 500 мг — 1 000 мг (гідрохлорид) таблетки пролонгованої дії: 500 мг; 1 000 мг                             |
| Десмопресин (Desmopressin)                                                                    | таблетки; спрей назальний; ліофілізат оральний; краплі назальні                                                    |
| Дапагліфлозин (Dapagliflozin)*                                                                | таблетки по 5 мг або 10 мг                                                                                         |
| Інсуліни та аналоги швидкої дії                                                               | |
| Інсулін людини (Insulin (human)                                                               | ін'єкції: флакон; картридж; шприц-ручка                                                                            |
| Інсулін лізпро (Insulin lispro)                                                               | ін'єкції: флакон; картридж; шприц-ручка                                                                            |
| Інсулін аспарт (Insulin aspart)                                                               | ін'єкції: флакон; картридж; шприц-ручка                                                                            |
| Інсулін глюлізин (Insulin glulisine)                                                          | ін'єкції: флакон; картридж; шприц-ручка                                                                            |
| Інсуліни та аналоги середньої тривалості дії                                                  | |
| Інсулін людини (Insulin (human)                                                               | ін'єкції: флакон; картридж; шприц-ручка                                                                            |
| Комбінації інсулінів середньої та тривалої дії з інсулінами швидкої дії                       | |
| Інсулін людини (Insulin (human)                                                               | ін'єкції: флакон; картридж; шприц-ручка                                                                            |
| Інсулін аспарт (Insulin aspart)                                                               | ін'єкції: флакон; картридж; шприц-ручка                                                                            |
| Інсулін лізпро (Insulin lispro)                                                               | ін'єкції: флакон; картридж; шприц-ручка                                                                            |
| Інсулін деглюдек та інсулін аспарт (Insulin degludec and insulin aspart)                      | ін'єкції: флакон; картридж; шприц-ручка                                                                            |
| Інсуліни та аналоги тривалої дії                                                              | |
| Інсулін гларгін (Insulin glargine)                                                            | ін'єкції: флакон; картридж; шприц-ручка                                                                            |
| Інсулін детемір (Insulin detemir)                                                             | ін'єкції: флакон; картридж; шприц-ручка                                                                            |
| Інсулін деглюдек (Insulin degludec)                                                           | ін'єкції: флакон; картридж; шприц-ручка                                                                            |
| Інсулін гларгін та ліксисенатид (Insulin glargine and lixisenatide)                           | ін'єкції: флакон; картридж; шприц-ручка                                                                            |
| Інсулін деглюдек та ліраглутид (Insulin degludec and liraglutide)                             | ін'єкції: флакон; картридж; шприц-ручка                                                                            |

| Клас, група, підгрупа, міжнародна непатентована назва (МНН) українською та англійською мовами | Форма випуску, доза лікарського засобу                                                                                               |
| Додатковий перелік                                                                            | Додатковий перелік |
| --------------------------------------------------------------------------------------------- | --- |
| Кломіфен (Clomifene)                                                                          | таблетки: 50 мг (цитрат) |
| Менотропін (Human menopausal gonadotrophin)                                                   | порошок/ліофілізат для розчину для ін'єкцій: 75 МО; 150 МО; 600 МО; 1 200 МО у флаконах                                              |
| Трипторелін (Triptorelin)                                                                     | порошок ліофілізований для приготування розчину для ін'єкцій: 0,1 мг; 3,75 мг розчин для ін'єкцій: 0,1 мг/1 мл                       |
| Фолітропін альфа (Follitropin alfa)                                                           | ліофілізат/порошок для розчину для ін'єкцій: 75 МО/1 мл розчин для ін'єкцій: 300 МО/0,5 мл; 450 МО/0,75 мл; 900 МО/1,5 мл у флаконах |

| Клас, група, підгрупа, міжнародна непатентована назва (МНН) українською та англійською мовами | Форма випуску, доза лікарського засобу                                                    |
| --------------------------------------------------------------------------------------------- | ----------------------------------------------------------------------------------------- |
| Медроксипрогестерону ацетат (Medroxyprogesterone acetate)                                     | таблетки: 5 мг суспензія для ін'єкцій: 150 мг/мл по 1 мл у флаконі або заповненому шприці |

| Клас, група, підгрупа, міжнародна непатентована назва (МНН) українською та англійською мовами | Форма випуску, доза лікарського засобу                                          |
| --------------------------------------------------------------------------------------------- | ------------------------------------------------------------------------------- |
| Левотироксин (Levothyroxine)                                                                  | таблетки: 25 мкг [д]; 50 мкг; 75 мкг; 100 мкг; 125 мкг; 150 мкг (натрієва сіль) |
| Калію йодид (Potassium iodide)                                                                | таблетки: 100 мкг; 200 мкг; 1 мг; 60 мг; 125 мг; 250 мг                         |
| Пропілтіоурацил (Propylthiouracil)                                                            | таблетки: 50 мг                                                                 |
| 8.4. Додатковий перелік                                                                       |                                                                                 |
| Люголя розчин (Lugol's solution)                                                              | розчин для перорального застосування: близько 130 мг всього йоду/мл             |

| Клас, група, підгрупа, міжнародна непатентована назва (МНН) українською та англійською мовами | Форма випуску, доза лікарського засобу |
| --------------------------------------------------------------------------------------------- | --- |
| Соматропін (Somatropin)                                                                       | ліофілізат для розчину для ін'єкцій/порошок ліофілізований та розчинник для розчину для ін'єкцій/розчин для ін'єкцій/порошок для розчину для ін'єкцій: 1,3 мг; 2,6 мг; 4 мг; 5 мг; 5,3 мг; 6 мг; 8 мг; 10 мг; 12 мг у флаконі |
| Каберголін (Cabergoline)                                                                      | таблетки: 0,5 мг |

### XIX. Імунобіологічні лікарські засоби
| Клас, група, підгрупа, міжнародна непатентована назва (МНН) українською та англійською мовами | Форма випуску, доза лікарського засобу |
| --------------------------------------------------------------------------------------------- | -------------------------------------- |
| Туберкулін (Tuberculin), очищений білок похідна (purified protein derivative-PPD)             | ін'єкції                               |

| Клас, група, підгрупа, міжнародна непатентована назва (МНН) українською та англійською мовами | Форма випуску, доза лікарського засобу |
| --------------------------------------------------------------------------------------------- | -------------------------------------- |
| Протиотрутний імуноглобулін (Anti-venom immunoglobulin)*                                      | ін'єкції                               |
| Дифтерійний антитоксин (Diphtheria antitoxin)                                                 | ін'єкції: 10000 МО; 20000 МО у флаконі |

| Клас, група, підгрупа, міжнародна непатентована назва (МНН) українською та англійською мовами | Форма випуску, доза лікарського засобу                           |
| Рекомендовано як у вигляді моновакцин, так і комбінованих вакцин                              | Рекомендовано як у вигляді моновакцин, так і комбінованих вакцин |
| --------------------------------------------------------------------------------------------- | ---------------------------------------------------------------- |
| Вакцина БЦЖ (BCG vaccine)                                                                     |                                                                  |
| Вакцина проти дифтерії (Diphtheria vaccine)                                                   |                                                                  |
| Гемофільна вакцина типу B (Haemophilus influenzae type b vaccine)                             |                                                                  |
| Вакцина проти гепатиту B (Hepatitis B vaccine)                                                |                                                                  |
| Вакцина проти кору (Measles vaccine)                                                          |                                                                  |
| Вакцина проти кашлюку (Pertussis vaccine)                                                     |                                                                  |
| Вакцина проти поліомієліту (Poliomyelitis vaccine)                                            |                                                                  |
| Вакцина проти краснухи (Rubella vaccine)                                                      |                                                                  |
| Вакцина проти правця (Tetanus vaccine)                                                        |                                                                  |
| Рекомендації щодо деяких груп високого ризику                                                 |                                                                  |
| Вакцина проти сказу (Rabies vaccine)                                                          |                                                                  |
| Рекомендації за програмами імунізації з певними характеристиками                              |                                                                  |
| Вакцина проти паротиту (Mumps vaccine)                                                        |                                                                  |
| Вакцина проти грипу (сезонна) (Influenza vaccine (seasonal)                                   |                                                                  |

| Клас, група, підгрупа, міжнародна непатентована назва (МНН) українською та англійською мовами | Форма випуску, доза лікарського засобу                                                                             |
| --------------------------------------------------------------------------------------------- | --- |
| Інтерферон альфа-2b (Interferon alfa-2b)                                                      | ліофілізат для приготування розчину для ін'єкцій: 1 млн. МО; 3 млн. МО; 5 млн. МО; 6 млн. МО; 9 млн. МО;18 млн. МО |
| Інтерферон бета 1-a (Interferon beta-1a)                                                      | ін'єкції: 6 000 000 МО (30 мкг); 12 000 000 МО (44 мкг)                                                            |
| Інтерферон бета 1-b (Interferon beta-1b)                                                      | ін'єкції: 9 600 000 МО (0,3 мг)                                                                                    |

### XX. Міорелаксанти (периферійної дії) та інгібітори холіноестерази
| Клас, група, підгрупа, міжнародна непатентована назва (МНН) українською та англійською мовами | Форма випуску, доза лікарського засобу |
| --------------------------------------------------------------------------------------------- | --- |
| Атракуріум (Atracurium)                                                                       | ін'єкції: 10 мг/мл (безилат) |
| Неостигмін (Neostigmine)                                                                      | ін'єкції: 0,5 мг/мл по 1 мл в ампулах; 2,5 мг (метилсульфат) по 1 мл в ампулах таблетки: 15 мг (бромід)                                                         |
| Суксаметоній (Suxamethonium)                                                                  | ін'єкції: 50 мг (хлорид)/мл по 2 мл в ампулах; 20 мг/мл по 5 мл в ампулах (суксаметонію йодид) порошок для приготування розчину для ін'єкцій (хлорид) у флаконі |
| Векуроніум (Vecuronium)                                                                       | порошок для приготування розчину для ін'єкцій: 10 мг (бромід) у флаконі                                                                                         |
| 5. Додатковий перелік                                                                         | |
| Піридостигмін (Pyridostigmine)                                                                | ін'єкції: 1 мг/мл по 1 мл в ампулах таблетки: 60 мг (бромід) |
| Ботулінічний токсин типу А (Botulinum toxin)                                                  | порошок для приготування розчину для ін'єкцій: 100 ОД; 200 ОД; 300 ОД; 500 ОД ліофілізований порошок для приготування розчину для ін'єкцій: 50 ОД; 200 ОД       |

### XXI. Офтальмологічні лікарські засоби
| Клас, група, підгрупа, міжнародна непатентована назва (МНН) українською та англійською мовами | Форма випуску, доза лікарського засобу       |
| --------------------------------------------------------------------------------------------- | -------------------------------------------- |
| Ацикловір (Aciclovir)                                                                         | мазь: 2,5 %; 3 % крем: 5 %                   |
| Азитроміцин (Azithromycin)                                                                    | розчин (очні краплі): 1,5 %                  |
| Гентаміцин (Gentamicin)                                                                       | розчин (очні краплі): 0,3 % (сульфат)        |
| Офлоксацин (Ofloxacin)                                                                        | розчин (очні краплі): 0,3 % мазь очна: 0,3 % |
| Тетрациклін (Tetracycline)                                                                    | очна мазь: 1 % (гідрохлорид)                 |

| Клас, група, підгрупа, міжнародна непатентована назва (МНН) українською та англійською мовами | Форма випуску, доза лікарського засобу      |
| --------------------------------------------------------------------------------------------- | ------------------------------------------- |
| Преднізолон (Prednisolone)                                                                    | розчин (очні краплі): 0,5 % (фосфат натрію) |

| Клас, група, підгрупа, міжнародна непатентована назва (МНН) українською та англійською мовами | Форма випуску, доза лікарського засобу    |
| --------------------------------------------------------------------------------------------- | ----------------------------------------- |
| Тетракаїн (Tetracaine)                                                                        | розчин (очні краплі): 0,5 % (гідрохлорид) |

| Клас, група, підгрупа, міжнародна непатентована назва (МНН) українською та англійською мовами | Форма випуску, доза лікарського засобу                        |
| --------------------------------------------------------------------------------------------- | ------------------------------------------------------------- |
| Ацетазоламід (Acetazolamide)                                                                  | таблетки: 250 мг                                              |
| Латанопрост (Latanoprost)                                                                     | розчин (очні краплі): латанопрост 50 мкг/мл                   |
| Пілокарпін (Pilocarpine)                                                                      | розчин (очні краплі): 2 %; 4 %; 1 % (гідрохлорид або нітрат)  |
| Тимолол (Timolol)                                                                             | розчин (очні краплі): 0,25 %; 0,5 % (у вигляді малеата водню) |

| Клас, група, підгрупа, міжнародна непатентована назва (МНН) українською та англійською мовами         | Форма випуску, доза лікарського засобу                |
| --- | ----------------------------------------------------- |
| Атропін (Atropine)                                                                                    | розчин (очні краплі): 0,1 %; 0,5 %; 1 % (сульфат) [д] |
| Гоматропін (гідробромід) (Homatropine hydrobromide) (може бути використаний як альтернатива атропіну) |                                                       |
| Циклопентолат (гідрохлорид) (Cyclopentolate) (може бути використаний як альтернатива атропіну)        | розчин (очні краплі): 1 % (гідрохлорид)               |
| Додатковий перелік                                                                                    |                                                       |
| Адреналін (Epinephrine (Adrenaline)                                                                   | розчин (очні краплі): 2 % (у вигляді гідрохлориду)    |

### XXII. Лікарські засоби, що впливають на міометрій
| Клас, група, підгрупа, міжнародна непатентована назва (МНН) українською та англійською мовами | Форма випуску, доза лікарського засобу |
| --------------------------------------------------------------------------------------------- | --- |
| Ергометрин (Ergometrine)                                                                      | ін'єкції: 200 мкг (гідроген малеату) по 1 мл в ампулах; 0,2 мг/мл по 1 мл в ампулах (1 мл розчину містить метилергометрину малеату 0,2 мг) |
| Мізопростол (Misoprostol)                                                                     | таблетки: 200 мкг вагінальні таблетки: 25 мкг                                                                                              |
| Окситоцин (Oxytocin)                                                                          | ін'єкції: 5 МО/1 мл; 10 МО/1 мл |
| Додатковий перелік                                                                            | |
| Міфепристон (Mifepristone)/Мізопростол (Misoprostol)                                          | таблетки: 200 мг — 200 мкг міфепристон таблетки: 10 мг; 50 мг; 200 мг мізопростол таблетки: 200 мкг                                        |

| Клас, група, підгрупа, міжнародна непатентована назва (МНН) українською та англійською мовами | Форма випуску, доза лікарського засобу |
| --------------------------------------------------------------------------------------------- | -------------------------------------- |
| Ніфедипін (Nifedipine)                                                                        | швидкорозчинні капсули: 10 мг          |

### XXIII. Перитонеальний діалізний розчин
| Клас, група, підгрупа, міжнародна непатентована назва (МНН) українською та англійською мовами | Форма випуску, доза лікарського засобу |
| --------------------------------------------------------------------------------------------- | -------------------------------------- |
| Розчин для перитонеального діалізу (відповідного складу) (Іntraperitoneal dialysis solution)  | парентеральний розчин                  |

### XXIV. Лікарські засоби для лікування психічних і поведінкових розладів
| Клас, група, підгрупа, міжнародна непатентована назва (МНН) українською та англійською мовами | Форма випуску, доза лікарського засобу |
| --------------------------------------------------------------------------------------------- | --- |
| Хлорпромазин (Chlorpromazine)                                                                 | ін'єкції: 25 мг (гідрохлорид)/мл по 2 мл в ампулах розчин для перорального застосування: 25 мг (гідрохлорид)/ 5 мл таблетки: 10 мг; 25 мг; 50 мг; 100 мг (гідрохлорид) |
| Флуфеназин (Fluphenazine)                                                                     | ін'єкції: 25 мг (деканоат або енантат) по 1 мл в ампулах |
| Галоперидол (Haloperidol) [д]                                                                 | ін'єкції: 5 мг по 1 мл в ампулах; 50 мг/мл таблетки: 1,5 мг; 2 мг; 5 мг                                                                                                |
| Рисперидон (Risperidone)                                                                      | тверда пероральна лікарська форма: 0,25 мг — 6 мг розчин оральний: 1 мг/мл                                                                                             |
| Оланзапін (Olanzapine) (може бути використаний як альтернатива рисперидону)                   | таблетки: 5 мг; 10 мг; 15 мг; 20 мг таблетки, що диспергуються в ротовій порожнині: 5 мг; 10 мг; 15 мг; 20 мг                                                          |
| Арипіпразол (Aripiprazole) (може бути використаний як альтернатива рисперидону)               | таблетки: 5 мг; 10 мг; 15 мг; 30 мг |
| Кветіапін (Quetiapine) (може бути використаний як альтернатива рисперидону)                   | таблетки: 25 мг; 100 мг; 200 мг; 300 мг таблетки пролонгованої дії: 50 мг; 150 мг; 200 мг; 300 мг; 400 мг                                                              |
| Додатковий перелік                                                                            | |
| Клозапін (Clozapine)                                                                          | тверда пероральна лікарська форма: 25 мг — 200 мг |
| Галоперидол (Haloperidol)                                                                     | розчин для перорального застосування: 2 мг/мл |

| Клас, група, підгрупа, міжнародна непатентована назва (МНН) українською та англійською мовами | Форма випуску, доза лікарського засобу                                                                        |
| Лікарські засоби, що застосовуються для лікування депресивних розладів                        | Лікарські засоби, що застосовуються для лікування депресивних розладів                                        |
| --------------------------------------------------------------------------------------------- | --- |
| Амітриптилін (Amitriptyline)                                                                  | таблетки: 25 мг; 75 мг (гідрохлорид) розчин для ін'єкцій: 10 мг/мл                                            |
| Флуоксетин (Fluoxetine)                                                                       | тверда пероральна лікарська форма: 20 мг (у вигляді гідрохлориду)                                             |
| Есциталопрам (Escitalopram) (може бути використаний як альтернатива флуоксетину)              | таблетки: 5 мг; 10 мг; 15 мг; 20 мг                                                                           |
| Пароксетин (Paroxetine) (може бути використаний як альтернатива флуоксетину)                  | таблетки: 20 мг                                                                                               |
| Сертралін (Sertraline) (може бути використаний як альтернатива флуоксетину)                   | таблетки: 25 мг; 50 мг; 100 мг                                                                                |
| Лікарські засоби, що застосовуються для лікування біполярних розладів                         | |
| Карбамазепін (Carbamazepine)                                                                  | таблетки (з поділкою): 100 мг; 200 мг; 400 мг таблетки пролонгованої дії: 200 мг; 300 мг; 400 мг; 600 мг      |
| Літію карбонат (Lithium carbonate)                                                            | тверда пероральна лікарська форма: 300 мг                                                                     |
| Вальпроєва кислота/Вальпроат натрію (Valproic acid/Sodium valproate)                          | таблетки (з покриттям): 200 мг — 500 мг (вальпроат натрію) таблетки пролонгованої дії: 250 мг; 300 мг; 500 мг |
| Кветіапін (Quetiapine)                                                                        | таблетки: 25 мг; 100 мг; 200 мг; 300 мг таблетки пролонгованої дії: 50 мг; 150 мг; 200 мг; 300 мг; 400 мг     |
| Оланзапін (Olanzapine) (може бути використаний як альтернатива кветіапіну)                    | таблетки: 5 мг; 10 мг; 15 мг; 20 мг таблетки, що диспергуються в ротовій порожнині: 5 мг; 10 мг; 15 мг; 20 мг |
| Арипіпразол (Aripiprazole) (може бути використаний як альтернатива кветіапіну)                | таблетки: 5 мг; 10 мг; 15 мг; 30 мг                                                                           |

| Клас, група, підгрупа, міжнародна непатентована назва (МНН) українською та англійською мовами | Форма випуску, доза лікарського засобу |
| --------------------------------------------------------------------------------------------- | -------------------------------------- |
| Діазепам (Diazepam)                                                                           | таблетки (з поділкою): 2 мг; 5 мг      |
| Есциталопрам (Escitalopram)                                                                   | таблетки: 5 мг; 10 мг; 15 мг; 20 мг    |
| Пароксетин (Paroxetine)                                                                       | таблетки по 20 мг                      |
| Сертралін (Sertraline)                                                                        | таблетки: 25 мг; 50 мг; 100 мг         |

| Клас, група, підгрупа, міжнародна непатентована назва (МНН) українською та англійською мовами | Форма випуску, доза лікарського засобу                        |
| --------------------------------------------------------------------------------------------- | ------------------------------------------------------------- |
| Кломіпрамін (Clomipramine)                                                                    | тверда пероральна лікарська форма: 10 мг; 25 мг (гідрохлорид) |
| Есциталопрам (Escitalopram)                                                                   | таблетки: 5 мг; 10 мг; 15 мг; 20 мг                           |
| Пароксетин (Paroxetine)                                                                       | таблетки по 20 мг                                             |
| Сертралін (Sertraline)                                                                        | таблетки: 25 мг; 50 мг; 100 мг                                |

| Клас, група, підгрупа, міжнародна непатентована назва (МНН) українською та англійською мовами | Форма випуску, доза лікарського засобу |
| Додатковий перелік                                                                            | Додатковий перелік |
| --------------------------------------------------------------------------------------------- | --- |
| Метадон (Methadone)                                                                           | концентрат для приготування розчину для перорального застосування: 5 мг/мл; 10 мг/мл (гідрохлорид) розчин для перорального застосування: 1 мг/мл; 5 мг/мл; 5 мг/5 мл; 10 мг/5 мл (гідрохлорид) таблетки: 5 мг; 10 мг; 25 мг; 40 мг |
| Бупренорфін (Buprenorphine)                                                                   | таблетки (сублінгвальні): 0,2 мг; 0,4 мг; 2 мг; 4 мг; 8 мг |

### XXV. Лікарські засоби, що впливають на функцію органів дихання
| Клас, група, підгрупа, міжнародна непатентована назва (МНН) українською та англійською мовами | Форма випуску, доза лікарського засобу |
| --------------------------------------------------------------------------------------------- | --- |
| Беклометазон (Beclometasone)                                                                  | інгаляція (аерозоль): 50 мкг; 100 мкг (дипропіонат) на дозу (у вигляді форм, що не містять фреон) аерозоль для інгаляцій: 200 мкг; 250 мкг |
| Будесонід (Budesonide)                                                                        | інгаляція (аерозоль): 50 мкг/дозу; 200 мкг/дозу порошок для інгаляцій: 100 мкг/дозу; 200 мкг/дозу суспензія для розпилення: 0,125 мг/мл; 0,25 мг/мл; 0,5 мг/мл |
| Епінефрин/Адреналін (Epinephrine/Adrenaline)                                                  | ін'єкції: 1 мг (у вигляді гідрохлориду та гідротартрату) по 1 мл в ампулах, що відповідає 1,82 мг адреналіну тартрату в 1 мл; 0,5 мг/мл; 1 мг/мл у попередньо наповненій ручці |
| Іпратропію бромід (Ipratropium bromide)                                                       | інгаляція (аерозоль): 20 мкг на дозу розчин для інгаляцій: 0,25 мг/мл |
| Сальбутамол (Salbutamol)                                                                      | інгаляція (аерозоль): сальбутамол 100 мкг/дозу (у вигляді сульфату) розчин для ін'єкцій: 50 мкг (у вигляді сульфату)/мл по 5 мл в ампулах; 500 мкг (у вигляді сульфату)/мл по 1 мл в ампулах дозований інгалятор (аерозоль): 100 мкг/дозу (у вигляді сульфату) респіраторний розчин для використання в розпилювачах-небулайзерах: 5 мг (у вигляді сульфату)/мл; 1 мг/мл розчин для інгаляцій: 1 мг/мл та 2,5 мг/2,5 мл |
| Будесонід + Формотерол (Formoterol + Вudesonide)                                              | порошок для інгаляцій: 100 мкг/6 мкг/дозу; 200 мкг/6 мкг/дозу інгаляції (порошок, аерозоль): 160 мкг/4,5 мкг/дозу; 200 мкг/6 мкг/дозу; 80 мкг/4,5 мкг/дозу; 320 мкг/9 мкг/дозу |
| Сальметерол + Флютиказон (Salmeterol + Fluticasone)                                           | порошок для інгаляцій: 50 мкг/100 мкг; 50 мкг/250 мкг; 50 мкг/500 мкг |
| Тіотропію бромід (Tiotropium bromide)                                                         | порошок для інгаляцій, тверді капсули: 18 мкг |
| Формотерол + Беклометазон (Formoterol and Beclometasone)                                      | аерозоль для інгаляцій, дозований, 100 мкг/6 мкг/дозу |

### XXVI. Розчини, що коригують водний, електролітний та кислотно-лужний баланс
| Клас, група, підгрупа, міжнародна непатентована назва (МНН) українською та англійською мовами | Форма випуску, доза лікарського засобу |
| --------------------------------------------------------------------------------------------- | -------------------------------------- |
| Солі для пероральної регідратації (Oral rehydration salts)                                    | див. розділ XVII                       |
| Калію хлорид (Potassium chloride)                                                             | порошок для розчину                    |

| Клас, група, підгрупа, міжнародна непатентована назва (МНН) українською та англійською мовами                                                                        | Форма випуску, доза лікарського засобу |
| --- | --- |
| Глюкоза (Glucose) | розчин для ін'єкцій/інфузій: 5 % (ізотонічний) розчин для ін'єкцій/інфузій: 10 %; 40 %; 50 % (гіпертонічний) |
| Калію хлорид (Potassium chloride) | розчин: 4 %; 11,2 % по 20 мл в ампулах (еквівалентно K+ 1,5 ммоль/мл та Cl- 1,5 ммоль/мл) розчин для розведення: 7,5 % (еквівалентно K+ 1 ммоль/мл та Cl- 1 ммоль/мл); 15 % (еквівалентно K+ 2 ммоль/мл та Cl- 2 ммоль/мл) концентрат для розчину для інфузій: 75 мг/мл |
| Натрію хлорид (Sodium chloride) | розчин для ін'єкцій/інфузій: 0,9 % ізотонічний (еквівалентно Na+ 154 ммоль/л та Cl- 154 ммоль/л) |
| Натрію гідрокарбонат (Sodium hydrogen carbonate) | ін'єкції: 1,4 % — 8,4 % |
| Лактат натрію (Sodium lactate) | розчин для ін'єкцій/інфузій |
| Складний розчин: Натрію хлорид + Калію хлорид + Кальцію хлорид + Натрію лактат (Sodium chloride + Potassium chloride + Calcium chloride + Sodium lactate)            | розчин для ін'єкцій/інфузій |
| Збалансований кристалоїдний розчин: натрію хлорид + калію хлорид + кальцію хлорид дигідрат + магнію хлорид гексагідрат + натрію ацетат тригідрат + L-яблучна кислота | розчин для інфузій |

| Клас, група, підгрупа, міжнародна непатентована назва (МНН) українською та англійською мовами | Форма випуску, доза лікарського засобу           |
| --------------------------------------------------------------------------------------------- | ------------------------------------------------ |
| Вода для ін'єкцій (Aqua pro injectionibus/Water for injection)                                | розчин для ін'єкцій: 2 мл; 5 мл; 10 мл в ампулах |

### XXVII. Вітаміни і мінерали
| Клас, група, підгрупа, міжнародна непатентована назва (МНН) українською та англійською мовами | Форма випуску, доза лікарського засобу          |
| --------------------------------------------------------------------------------------------- | ----------------------------------------------- |
| Кальцію глюконат (Calcium gluconate)                                                          | ін'єкції: 100 мг/мл по 5 мл; по 10 мл в ампулах |

### XXVIII. Лікарські засоби для лікування вуха, горла та носа[13]
| Клас, група, підгрупа, міжнародна непатентована назва (МНН) українською та англійською мовами | Форма випуску, доза лікарського засобу                          |
| --------------------------------------------------------------------------------------------- | --------------------------------------------------------------- |
| Оцтова кислота (Acetic acid)                                                                  | місцево: 2 % у спирті                                           |
| Будесонід (Budesonide)                                                                        | назальний спрей: 100 мкг на дозу; 50 мкг на дозу                |
| Ципрофлоксацин (Ciprofloxacin)                                                                | місцево: 0,3 % краплі (гідрохлорид)                             |
| Ксилометазолін (Xylometazoline)                                                               | назальний спрей: 0,05 % краплі назальні: 0,05 %; 0,1 % по 10 мл |

### XXIX. Спеціальні лікарські засоби для догляду за новонародженими
| Клас, група, підгрупа, міжнародна непатентована назва (МНН) українською та англійською мовами | Форма випуску, доза лікарського засобу |
| --- | --- |
| Кофеїну цитрат (Caffeine citrate) | ін'єкції: 20 мг/мл (еквівалентно 10 мг кофеїну основи/мл) розчин для перорального застосування: 20 мг/мл (еквівалентно 10 мг кофеїну основи/мл) |
| Хлоргексидин (Chlorhexidine) | розчин або гель: 7,1 % (диглюконат), забезпечуючи 4 % хлоргексидину (для догляду за пупковою раною) [д]                                         |
| Холекальциферол (Colecalciferol) | капсули м'які: 12,5 мкг (500 МО); 25 мкг (1 000 МО) краплі оральні, розчин: 4 000 МО/мл; 15 000 МО/мл                                           |
| Ергокальциферол (Ergocalciferol) | тверда пероральна лікарська форма: 1,25 мг (50 000 МО) розчин оральний, олійний: 1,25 мг/мл (0,125 %)                                           |
| Розчин для парентерального харчування, що включає розчин амінокислот, ліпідну емульсію та розчин глюкози: L-аланін; L-аргінін; L-аспарагінова кислота; L-цистеїн; L-глутамінова кислота; гліцин; L-гістидин; L-ізолейцин; L-лейцин; L-лізин моногідрат (що еквівалентно лізину); L-метіонін; L-орнітин гідрохлорид (що еквівалентно орнітину); L-фенілаланін; L-пролін; L-серин; таурин; L-треонін; L-триптофан; L-тирозин; L-валін; калію ацетат; кальцію хлорид, дигідрат; магнію ацетат, тетрагідрат; натрію гліцерофосфат, гідрат; глюкоза, моногідрат (що еквівалентно глюкозі безводній); олія оливкова рафінована та олія соєва рафінована (L-alanine; L-arginine; L-aspartic acid; L-cysteine; L-glutamic acid; glycine; L-histidine; L-isoleucine; L-leucine; L-lysine monohydrate (equivalent to lysine); L-methionine; L-ornithine hydrochloride (equivalent to ornithine); L-phenylalanine; L-proline; L-serine; taurine; L-threonine; L-tryptophan; L-tyrosine; L-valine; potassium acetate; calcium chloride dihydrate; magnesium acetate, tetrahydrate; sodium glycerophosphate hydrated; glucose monohydrate (equivalent to glucose anhydrous); refined olive oil; refined soya bean oil) | емульсія для інфузій: 300 мл |
| Додатковий перелік | |
| Ібупрофен (Ibuprofen) | розчин для ін'єкцій/інфузій:4 мг/мл; 5 мг/мл |
| Простагландин E (Prostaglandin E) | розчин для ін'єкцій: простагландин E1 — 0,5 мг/мл в спирті простагландин E2 — 1 мг/мл                                                           |
| Легеневі сурфактанти (Surfactant) | суспензія для введення у трахею: 25 мг/мл — 80 мг/мл                                                                                            |
| Амінокислоти (Amino acids) | розчин для інфузій: 100 мл; 250 мл |
| Жирові емульсії (Fat emulsions) | емульсія для інфузій: 100 мл; 250 мл; 500 мл |

| Клас, група, підгрупа, міжнародна непатентована назва (МНН) українською та англійською мовами | Форма випуску, доза лікарського засобу                               |
| --------------------------------------------------------------------------------------------- | -------------------------------------------------------------------- |
| Дексаметазон (Dexamethasone)                                                                  | ін'єкції: 4 мг/мл дексаметазону фосфату (у вигляді динатрієвої солі) |

### XXX. Лікарські засоби, що застосовуються при захворюваннях суглобів
| Клас, група, підгрупа, міжнародна непатентована назва (МНН) українською та англійською мовами | Форма випуску, доза лікарського засобу |
| --------------------------------------------------------------------------------------------- | -------------------------------------- |
| Алопуринол (Allopurinol)                                                                      | таблетки: 100 мг; 300 мг               |

| Клас, група, підгрупа, міжнародна непатентована назва (МНН) українською та англійською мовами | Форма випуску, доза лікарського засобу                                                |
| --------------------------------------------------------------------------------------------- | ------------------------------------------------------------------------------------- |
| Хлорохін (Chloroquine)                                                                        | таблетки: 100 мг; 150 мг (у вигляді фосфату або сульфату); 250 мг (у вигляді фосфату) |
| Додатковий перелік                                                                            |                                                                                       |
| Азатіоприн (Azathioprine)                                                                     | таблетки: 50 мг                                                                       |
| Гідроксихлорохін (Hydroxychloroquine) [сп]                                                    | тверда пероральна лікарська форма: 200 мг (у вигляді сульфату)                        |
| Метотрексат (Methotrexate)                                                                    | таблетки: 2,5 мг; 5 мг; 7,5 мг; 10 мг (у вигляді натрієвої солі)                      |
| Пеніциламін (Penicillamine)                                                                   | тверда пероральна лікарська форма: 250 мг                                             |
| Сульфасалазин (Sulfasalazine)                                                                 | таблетки: 500 мг                                                                      |

### XXX. Лікарські засоби для лікування захворювань нирок
| Клас, група, підгрупа, міжнародна непатентована назва (МНН) українською та англійською мовами | Форма випуску, доза лікарського засобу |
| --------------------------------------------------------------------------------------------- | -------------------------------------- |
| Дапагліфлозин (Dapagliflozin)                                                                 | таблетки по 10 мг                      |

### XXXI. Лікарські засоби, що застосовуються при наданні екстреної (невідкладної) медичної допомоги
| Клас, група, підгрупа, міжнародна непатентована назва (МНН) українською та англійською мовами                                                             | Форма випуску, доза лікарського засобу |
| --- | --- |
| Аміаку розчин концентрований (Ammonia) | розчин: 10 % у флаконі |
| Аміодарон (Amiodarone) | ін'єкції: 50 мг/мл по 3 мл в ампулах |
| Атропін (Atropine) | ін'єкції: 1 мг (сульфат) в ампулах по 1 мл |
| Бісопролол (Bisoprolol) | таблетки: 1,25 мг; 2,5 мг; 5 мг; 10 мг |
| Верапаміл (Verapamil) | ін'єкції: 2,5 мг (гідрохлорид)/мл по 2 мл в ампулах |
| Вода для ін'єкцій (Aqua pro injectionibus/Water for injection)                                                                                            | розчин для ін'єкцій: 2 мл; 5 мл; 10 мл в ампулах |
| Вугілля активоване (Activated charcoal) | порошок: 5 г тверда пероральна лікарська форма: 0,25 г |
| Галоперидол (Haloperidol) | ін'єкції: 5 мг/мл; 50 мг/мл |
| Гепарин натрій (Heparin sodium) | ін'єкції: 5 000 МО/мл |
| Гідрокортизон (Hydrocortisone) | порошок для розчину для ін'єкцій: 100 мг у флаконі |
| Гідроксиетилкрохмаль (Hydroxyethylstarch) | розчин для інфузій: 6 % (60 мг/мл); 10 % (100 мг/мл) |
| Глюкоза (Glucose) | розчин для ін'єкцій/інфузій: 5 % (ізотонічний) розчин для ін'єкцій/інфузій: 10 %; 40 %; 50 % (гіпертонічний) |
| Дексаметазон (Dexamethasone) | ін'єкції: 4 мг/мл по 1 мл в ампулах (у вигляді динатрієвої солі) |
| Дигоксин (Digoxin) | ін'єкції: 0,25 мг/мл по 1 мл в ампулах |
| Диклофенак (Diclofenac) | ін'єкції: 25 мг/мл по 3 мл в ампулах |
| Діазепам (Diazepam) | ін'єкції: 5 мг/мл |
| Допамін (Dopamine) | ін'єкції: 40 мг/мл (гідрохлорид) по 5 мл в ампулах концентрат для приготування розчину для інфузій: 200 мг/10 мл; 5 мг/мл |
| Дротаверин (Drotaverine) | ін'єкції: 20 мг/мл по 2 мл в ампулах |
| Епінефрин (Адреналін) (Epinephrine/Adrenaline) | ін'єкції: 1 мг (у вигляді гідрохлориду та гідротартрату) по 1 мл в ампулах, що відповідає 1,82 мг адреналіну тартрату в 1 мл; 0,5 мг/мл; 1 мг/мл у попередньо наповненій ручці |
| Етанол (Ethanol) | розчин: 70 % (денатурований) |
| Ізосорбіду динітрат (Isosorbide dinitrate) | розчин для інфузій: 1 мг/мл таблетки (сублінгвальні): 5 мг спрей сублінгвальний дозований: 1,25 мг/дозу спрей оромукозний: 1,25 мг/дозу таблетки: 10 мг; 20 мг |
| Інсулін для ін'єкцій (короткої дії) (Insulin injection (fast-acting)                                                                                      | ін'єкції: 40 МО/мл по 10 мл у флаконі; 100 МО/мл по 5 мл; по 10 мл у флаконі; 100 МО/мл по 3 мл у картриджі або шприц-ручці |
| Каптоприл (Captopril) | таблетки: 12,5 мг; 25 мг; 50 мг |
| Кислота ацетилсаліцилова (Acetylsalicylic acid) | тверда пероральна лікарська форма: 75 мг — 300 мг таблетки кишковорозчинні: 75 мг — 300 мг |
| Клонідин (Clonidine) | таблетки: 0,1 мг; 0,15 мг; 0,3 мг розчин для ін'єкцій: 0,01 % по 1 мл в ампулах |
| Лактат натрію (Sodium lactate) | розчин для ін'єкцій/інфузій |
| Складний розчин: Натрію хлорид + Калію хлорид + Кальцію хлорид + Натрію лактат (Sodium chloride + Potassium chloride + Calcium chloride + Sodium lactate) | розчин для ін'єкцій/інфузій |
| Лідокаїн (Lidocaine) | ін'єкції: 20 мг (гідрохлорид)/мл по 5 мл |
| Магнію сульфат (Magnesium sulfate) | ін'єкції: 250 мг/мл по 5 мл або по 10 мл |
| Маніт (Mannitol) | розчин для інфузій: 15 % по 100 мл; 200 мл; 400 мл у пляшках; по 100 мл; 250 мл; 500 мл у контейнерах |
| Метамізол натрію (Metamizole sodium) | ін'єкції: 500 мг/мл по 1 мл; 2 мл в ампулах |
| Метилпреднізолон (Methylprednisolone) | ін'єкції: 40 мг/мл (у вигляді натрію сукцинату) по 1 мл в однодозових флаконах та по 5 мл у багатодозових флаконах; 80 мг/мл (у вигляді натрію сукцинату) по 1 мл в однодозових флаконах; 125 мг (у вигляді натрію сукцинату) у флаконі; 250 мг (у вигляді натрію сукцинату) у флаконі; 500 мг (у вигляді натрію сукцинату) у флаконі; 1000 мг (у вигляді натрію сукцинату) у флаконі |
| Метопролол (Metoprolol) | таблетки: 25 мг; 50 мг; 100 мг розчин для ін'єкцій: 1 мг/мл в ампулах |
| Морфін (Morphine) | ін'єкції: 10 мг/мл; 20 мг/мл (сульфат або гідрохлорид) в ампулах |
| Налоксон (Naloxone) | ін'єкції: 400 мкг (гідрохлорид) по 1 мл в ампулах |
| Натрію гідрокарбонат (Sodium hydrogen carbonate) | ін'єкції: 1,4 % — 8,4 % |
| Натрію тіосульфат (Sodium thiosulfate) | ін'єкції: 250 мг/мл по 50 мл; 300 мг/мл по 5 мл; по 10 мл в ампулах |
| Натрію хлорид (Sodium chloride) | розчин для ін'єкцій/інфузій: 0,9 % ізотонічний (еквівалентно Na+ 154 ммоль/л та Cl- 154 ммоль/л) |
| Складний розчин: Натрію хлорид + Калію хлорид + Кальцію хлорид (Sodium chloride + Potassium chloride + Calcium chloride)                                  | розчин для інфузій |
| Неостигмін (Neostigmine) | ін'єкції: 0,5 мг/мл по 1 мл в ампулах; 2,5 мг (метилсульфат) по 1 мл в ампулах |
| Нітрогліцерин (Glyceryl trinitrate) | таблетки (сублінгвальні): 300 мкг; 400 мкг; 500 мкг концентрат для розчину для інфузій: 1 мг/мл; 10 мг/мл спрей сублінгвальний: 0,4 мг/дозу |
| Ніфедипін (Nifedipine) | таблетки: 10 мг; 20 мг; 40 мг; 60 мг краплі оральні: 2 % |
| Оксибупрокаїн (Oxybuprocaine) | краплі очні, розчин: 0,4 % |
| Окситоцин (Oxytocin) | ін'єкції: 5 МО/1 мл; 10 МО/1 мл |
| Омепразол (Omeprazole) | порошок для приготування розчину для ін'єкцій: 40 мг в ампулах |
| Ондансетрон (Ondansetron) | ін'єкції: 2 мг/мл по 2 мл; по 4 мл в ампулах (у вигляді гідрохлориду) |
| Парацетамол (Paracetamol) | розчин для перорального застосування: 30 мг/мл; 120 мг/5 мл; 125 мг/5 мл супозиторії: 80 мг; 100 мг; 150 мг; 300 мг; 0,17 г; 0,33 г тверда пероральна лікарська форма: 100 мг — 500 мг розчин для інфузій: 10 мг/мл |
| Повідон-йод (Povidone-iodine) | розчин: 10 % (еквівалентно 1 % активного йоду) |
| Ранітидин (Ranitidine) | ін'єкції: 25 мг/мл (у вигляді гідрохлориду) по 2 мл в ампулах |
| Сальбутамол (Salbutamol) | інгаляція (аерозоль): сальбутамол 100 мкг/дозу (у вигляді сульфату) дозований інгалятор (аерозоль): 100 мкг/дозу (у вигляді сульфату) |
| Стрептокіназа (Streptokinase) | порошок/ліофілізат для приготування розчину для ін'єкцій/інфузій: 750 000 МО; 1 500 000 МО у флаконі |
| Теофілін (Theophylline) | ін'єкції: 2 % в ампулах |
| Терліпресин (Terlipressin) | порошок для розчину для ін'єкцій: 1 мг ін'єкції: 0,1 мг/мл по 2 мл; по 10 мл |
| Транексамова кислота (Tranexamic acid) | ін'єкції: 50 мг/мл; 100 мг/мл; 500 мг/5 мл по 5 мл; по 10 мл в ампулах |
| Фенілефрин (Phenylephrine) | ін'єкції: 10 мг/мл по 1 мл |
| Фентаніл (Fentanyl) | ін'єкції: 0,05 мг/мл по 2 мл в ампулах |
| Фуросемід (Furosemide) | ін'єкції: 10 мг/мл по 2 мл в ампулах таблетки: 40 мг |
| Хлоргексидин (Chlorhexidine) | розчин: 0,05 % (біглюконат) розчин/гель: 4 % |

## В інших країнах
Станом на 2016 рік, понад 155 країн створили національні переліки основних лікарських засобів, заснованих на орієнтовному переліку ВООЗ